# Список художников Серебряного века

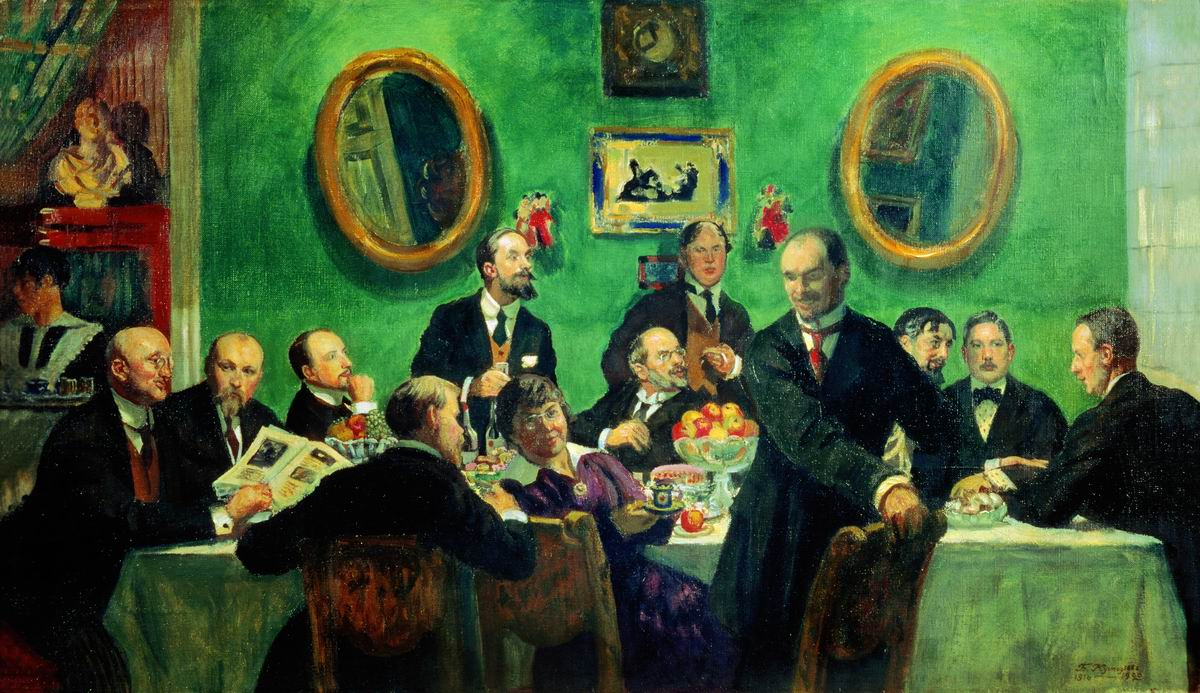
Борис Кустодиев. «Групповой портрет членов объединения „Мир искусства“»

Список художников Серебряного века включает живописцев, графиков и скульпторов, работавших в 1900—1930-е годы в России и входивших в различные художественные группировки и объединения.
В список не включены художники предыдущего поколения, продолжавшие работать в этот период, однако не находившиеся под воздействием новых художественных веяний (например, Илья Репин, Исаак Левитан).
Для иллюстрирования преимущественно использованы автопортреты художников, в таком случае фамилия автора картины не указывается.

| Направления: - абстракционизм - авангард - кубизм - кубофутуризм - лучизм - модерн - символизм - супрематизм | Группировки и выставки: - «0,10» - «36 художников» - Абрамцевский художественный кружок - «Алая роза» - «Бубновый валет» - «Венок-Стефанос» - «Голубая роза» - «Импрессионисты» - «Круг художников» - «Магазин» - «Мир искусства» - «Мишень» - Московское товарищество художников - «Община художников» - «Ослиный хвост» - «Союз молодежи» - «Союз русских художников» - «Супремус» |

## Список художников
| # А Б В Г Д Е Ё Ж З И К Л М Н О П Р С Т У Ф Х Ц Ч Ш Щ Э Ю Я |

### А
- Альтман, Натан Исаевич (1889—1970)
- Андреев, Николай Андреевич (1873—1932)
- Анисфельд, Борис Израилевич (1878—1973), «Мир искусства», «Союз русских художников».  В эмиграции.
- Анненков, Юрий Павлович (1889—1974), «Мир искусства».  В эмиграции.
- Арапов, Анатолий Афанасьевич (1876—1949)
- Архипенко, Александр Порфирьевич (1887—1964).  В эмиграции.
- Архипов, Абрам Ефимович (1862—1930)

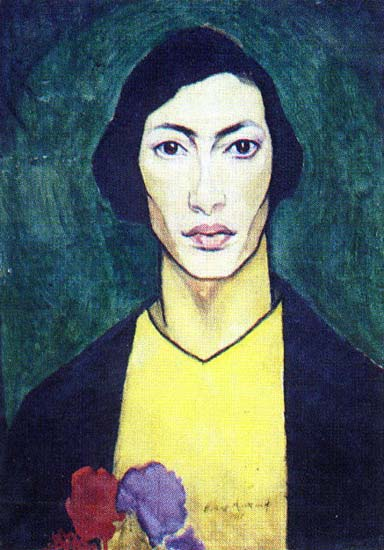
Альтман
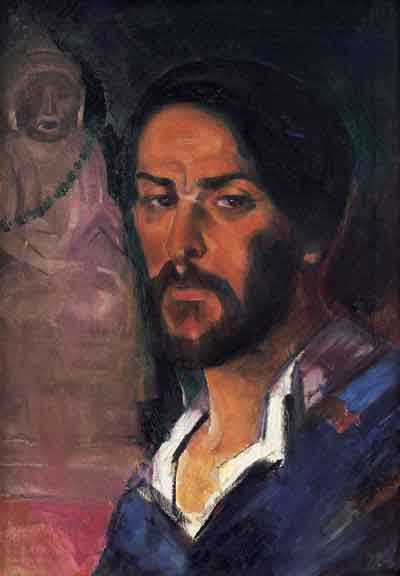
Анисфельд
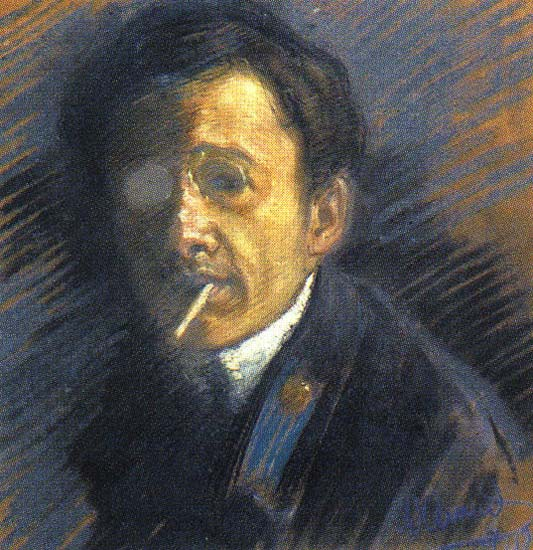
Анненков

### Б
- Бакст, Леон (1866—1924), «Мир искусства».  В эмиграции.
- Баранов-Россине, Владимир Давидович (1888—1944).  В эмиграции.  Умер в Освенциме.
- Белкин, Вениамин Павлович (1884—1951), «Мир искусства»
- Беляшин, Василий Васильевич (1874—1929)
- Бенуа, Александр Николаевич (1870—1960), «Мир искусства».  В эмиграции.
- Бехтеев, Владимир Георгиевич (1878—1971), «Бубновый валет»
- Билинский, Борис Константинович (1900—1948) в эмиграции
- Билибин, Иван Яковлевич (1876—1942), «Мир искусства».  В эмиграции.
- Бобровский, Григорий Михайлович (1873—1942)
- Бобышов, Михаил Павлович (1885—1964)
- Богаевский, Константин Фёдорович (1872—1943), «Мир искусства»
- Богуславская, Ксения Леонидовна (1892—1972), «Супремус».  В эмиграции.
- Богородский, Фёдор Семёнович (1895—1959)
- Борисов-Мусатов, Виктор Эльпидифорович (1870—1905)
- Браз, Осип Эммануилович (1873—1936)
- Бродский, Исаак Израилевич (1883—1939)
- Бубнова, Варвара Дмитриевна (1886—1983), «Союз молодежи».  В эмиграции до 1959.
- Бурлюк, Владимир Давидович (1886—1917)
- Бурлюк, Давид Давидович (1882—1967).  В эмиграции.
- Бурлюк-Кузнецова, Людмила Давидовна (1884—1968).  В эмиграции.

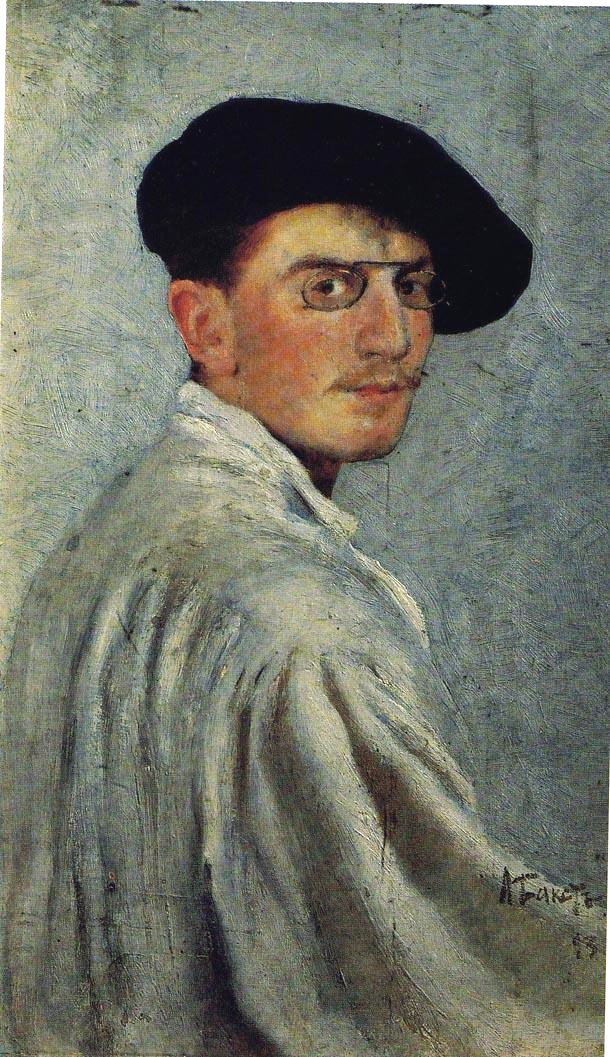
Бакст
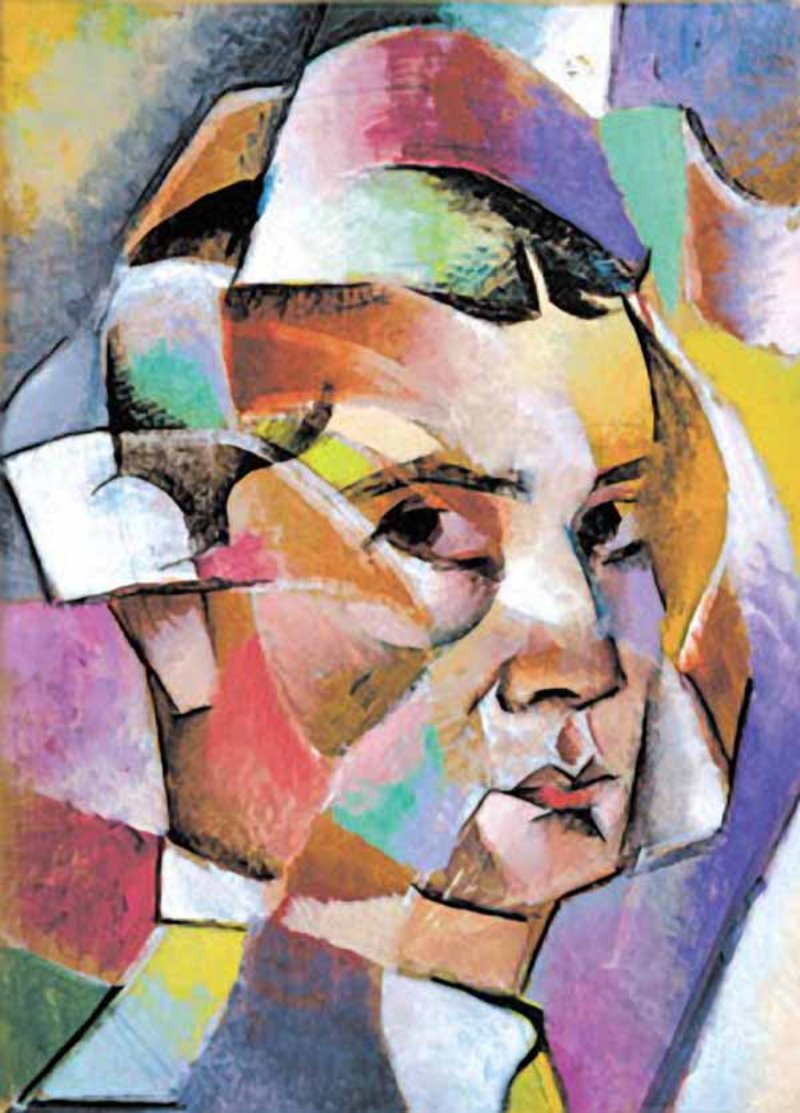
Баранов-Россине
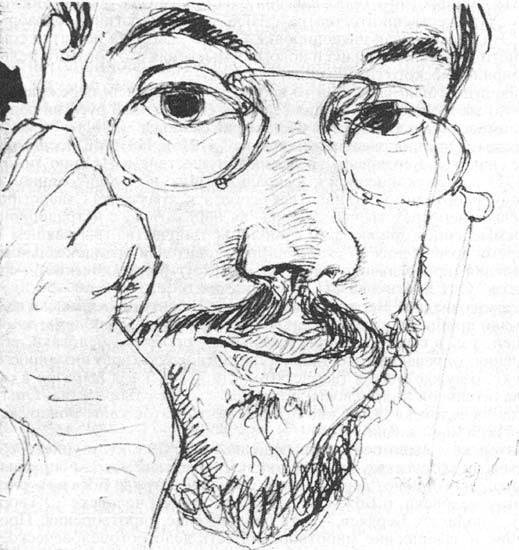
Бенуа
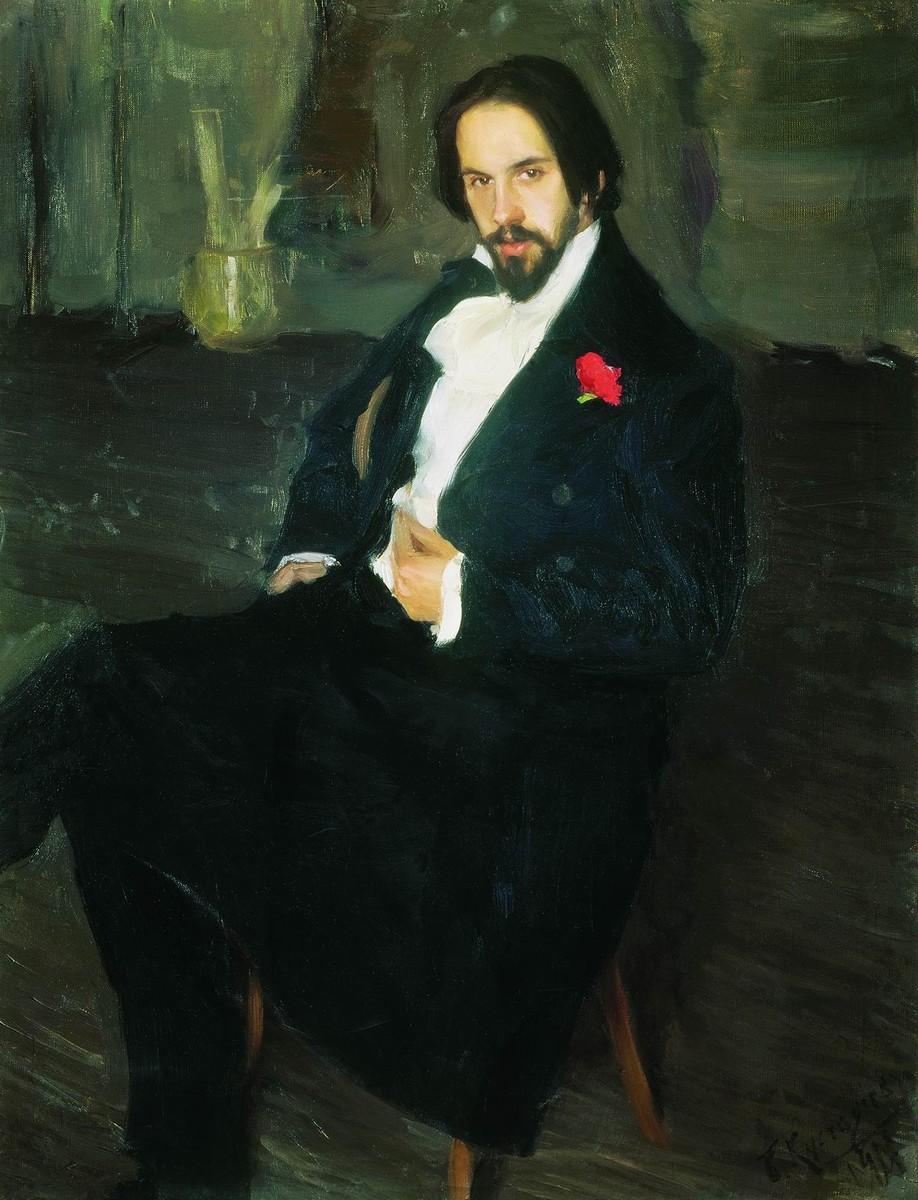
Билибин (на портрете Кустодиева)
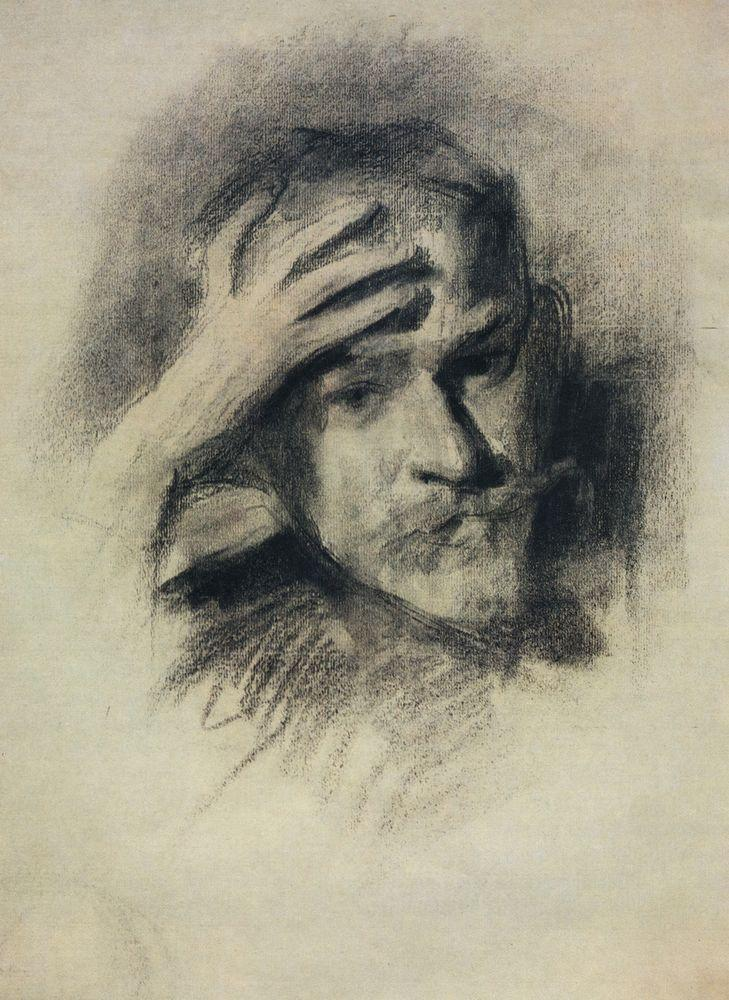
Борисов-Мусатов
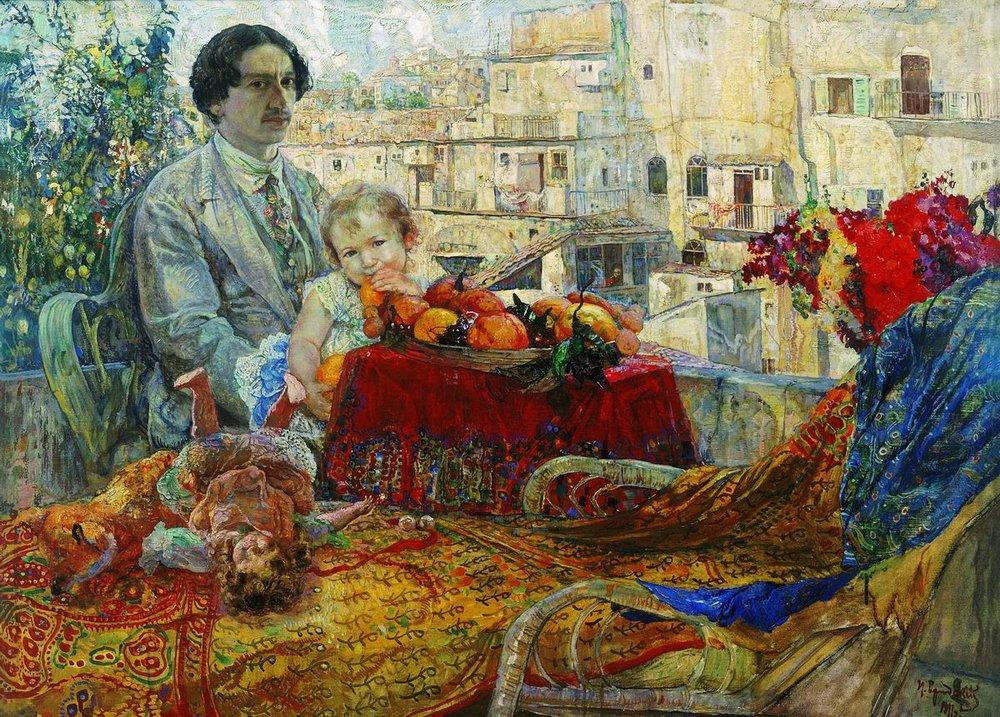
Бродский

### В
- Верёвкина, Марианна Владимировна (1860—1938).  В эмиграции.
- Верёвкин, Куэьма Фёдорович (1870—1952)
- Верховская, Лидия Никандровна (1882—1919), «Мир искусства»
- Воинов, Всеволод Владимирович (1880—1945), «Мир искусства»
- Войтинская, Надежда Савельевна (1886—1965)
- Волков, Александр Николаевич (1886—1957)
- Волошин, Максимилиан Александрович (1877—1932)
- Врубель, Михаил Александрович (1856—1910)

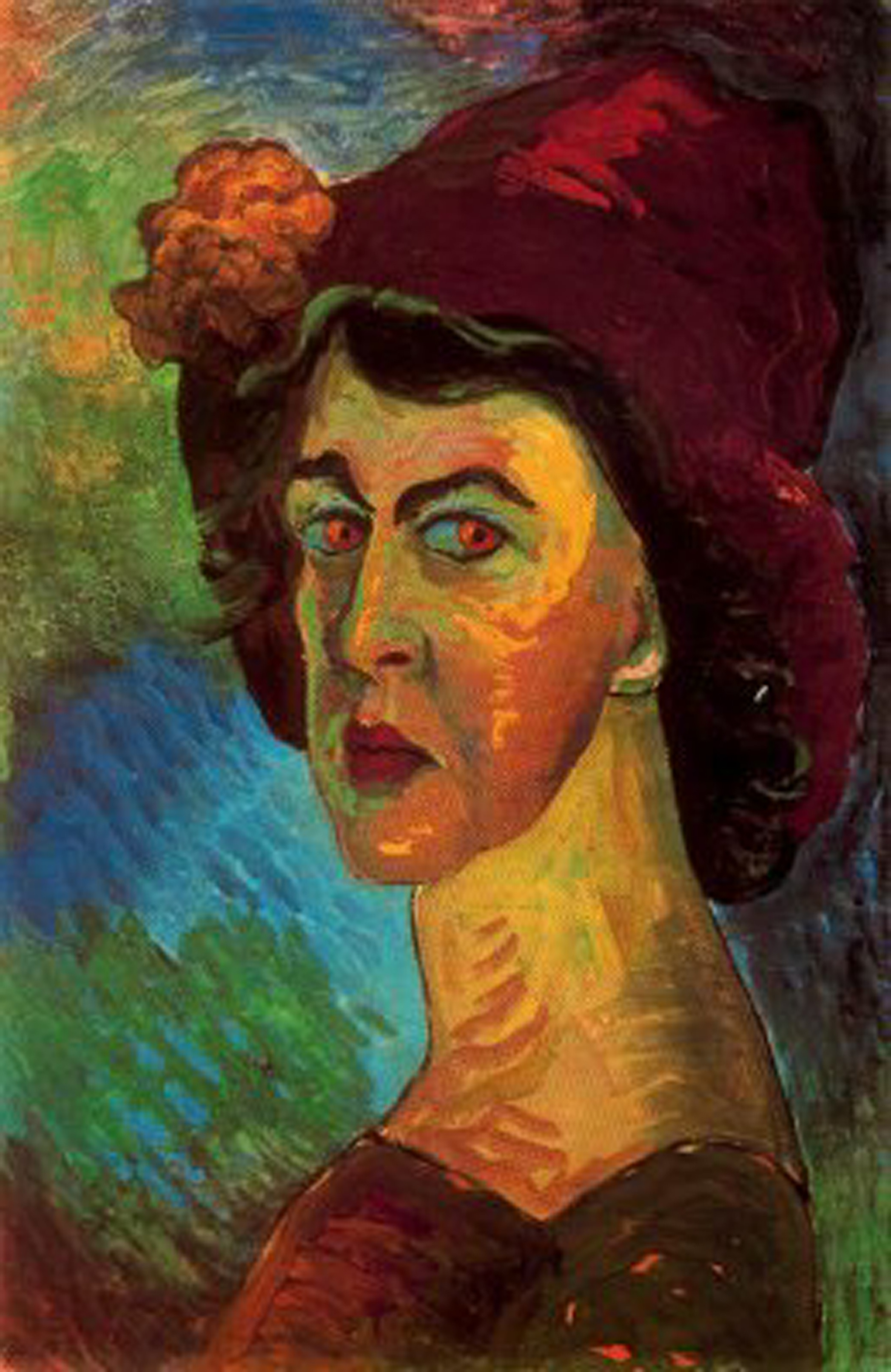
Веревкина
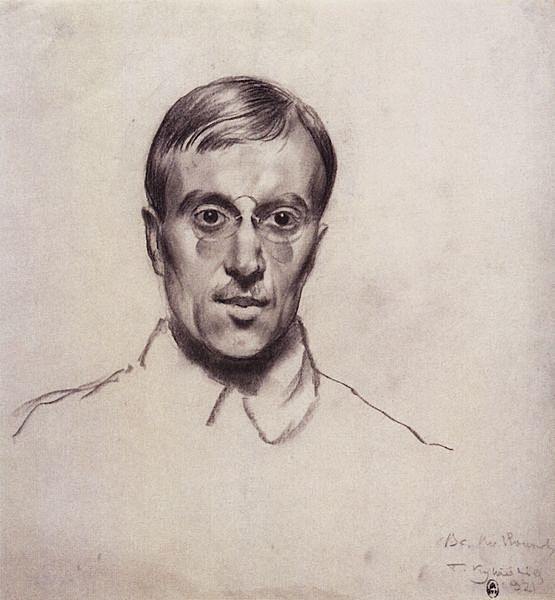
Воинов (на портрете Кустодиева)
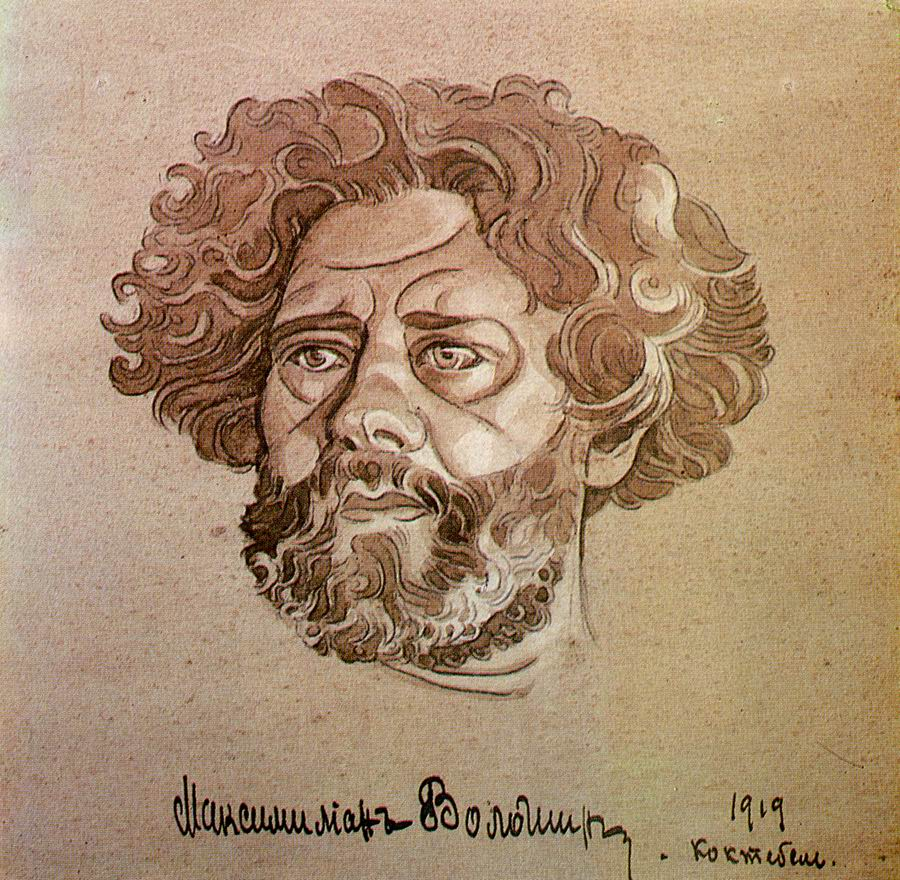
Волошин
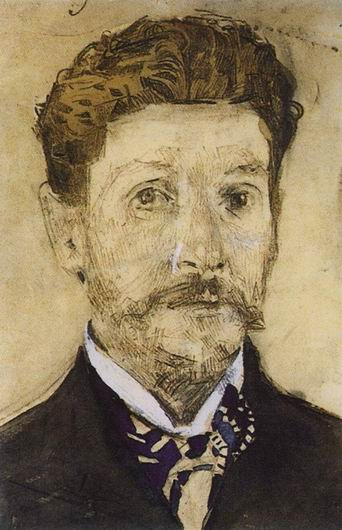
Врубель

### Г
- Генке-Меллер, Нина Генриховна (1893—1954)
- Головин, Александр Яковлевич (1863—1930), «Мир искусства»
- Гончарова, Наталья Сергеевна (1881—1962).  В эмиграции.
- Грабарь, Игорь Эммануилович (1871—1960), «Мир искусства»
- Граве, Вера Федоровна, ученица Репина
- Григорьев, Борис Дмитриевич (1886—1939), «Мир искусства».  В эмиграции.
- Гуро, Елена Генриховна (1877—1913)
- Гурович, Эмма Ильинична

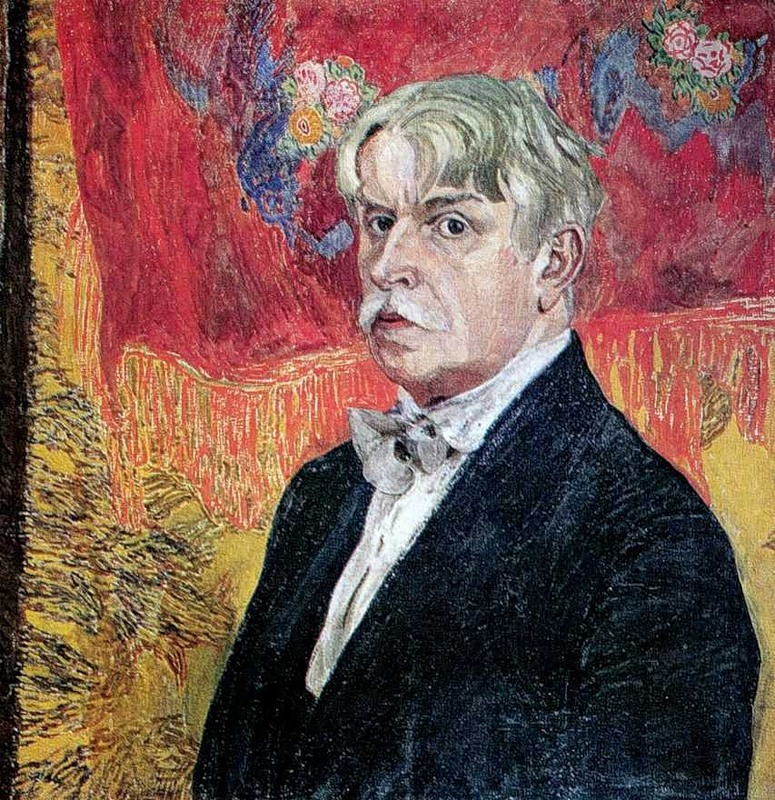
Головин
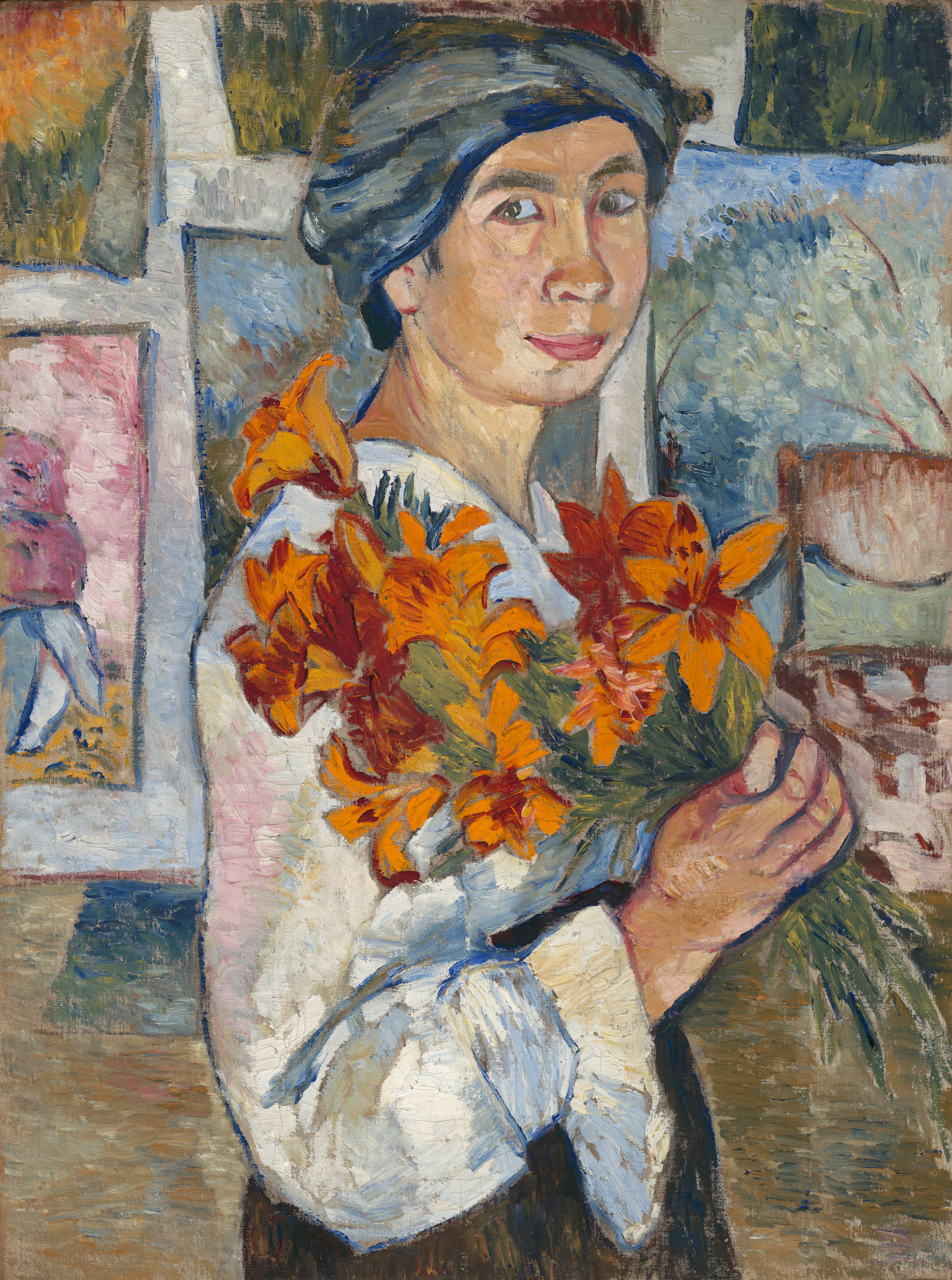
Гончарова
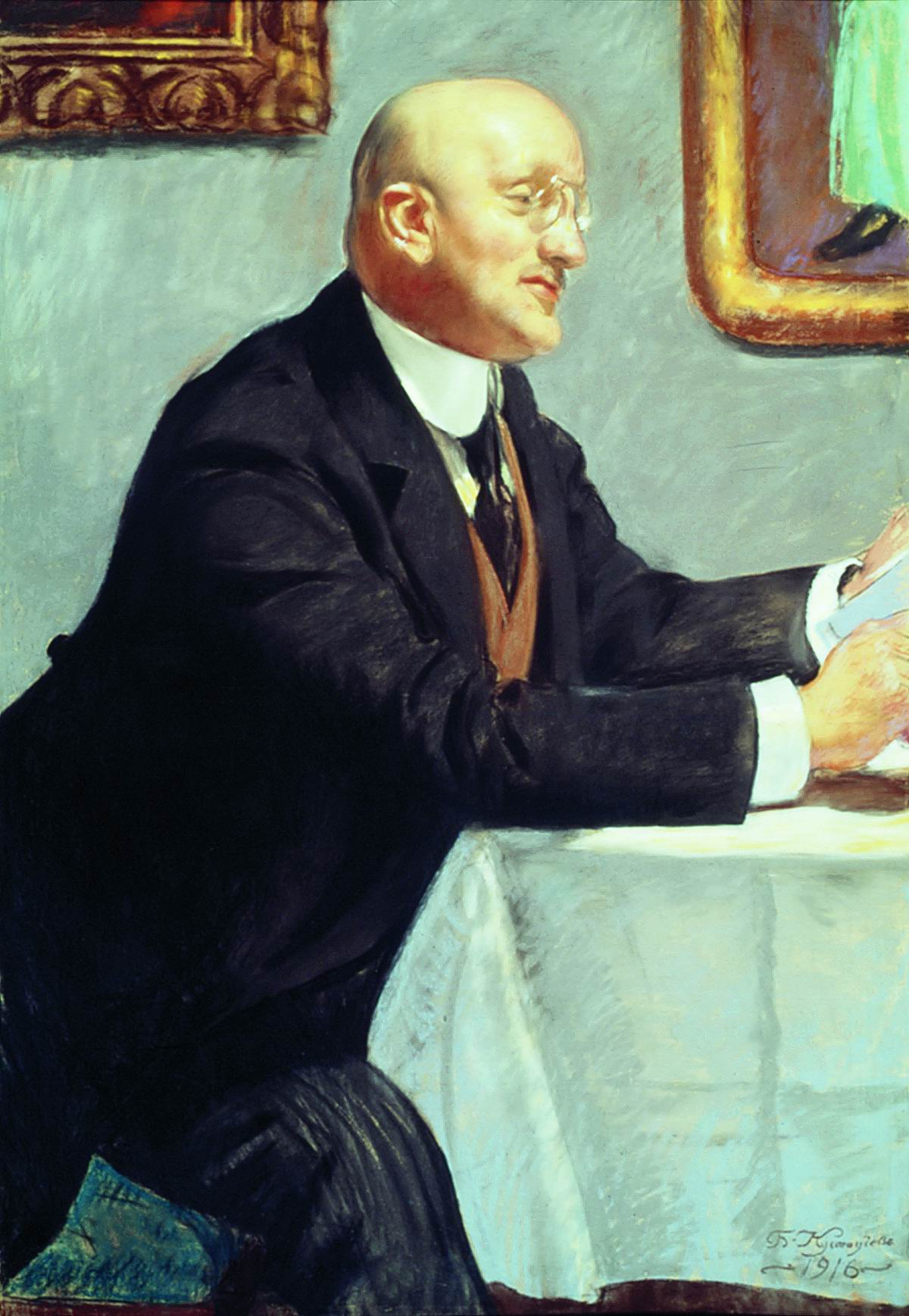
Грабарь (картина Кустодиева)
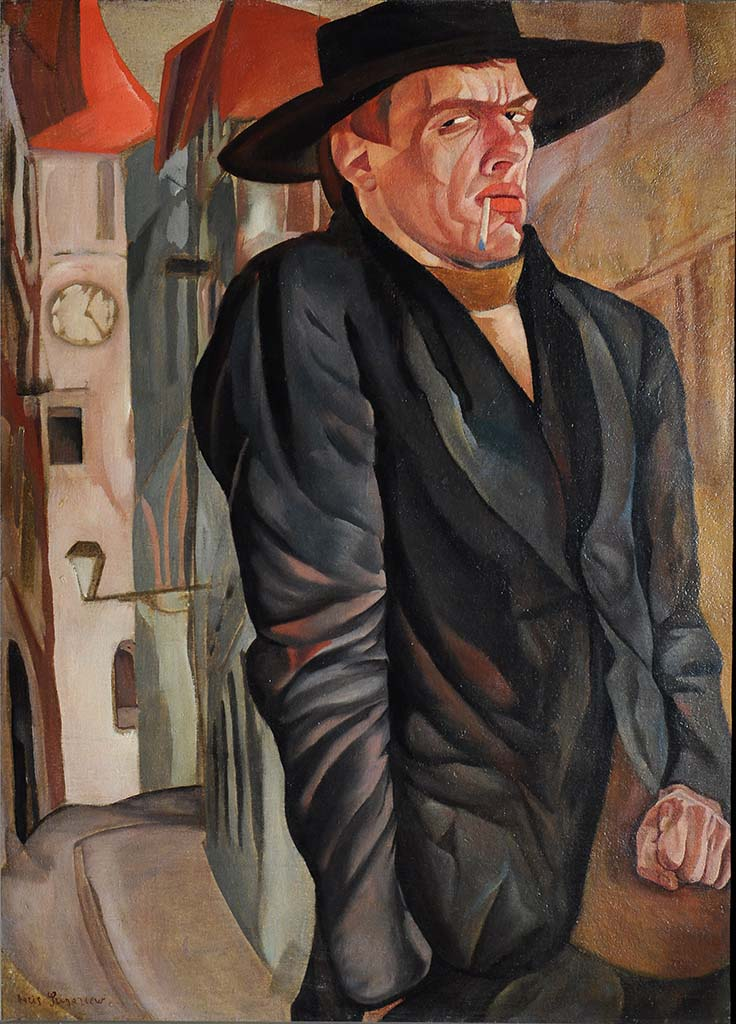
Григорьев
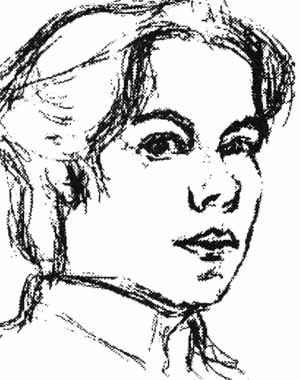
Гуро

### Д
- Делла-Вос-Кардовская, Ольга Людвиговна (1875—1952)
- Добужинский, Мстислав Валерианович (1875—1957), «Мир искусства».  В эмиграции.
- Домогацкий, Владимир Николаевич
- Давыдова, Наталья Михайловна
- Дымшиц-Толстая, Софья Исааковна

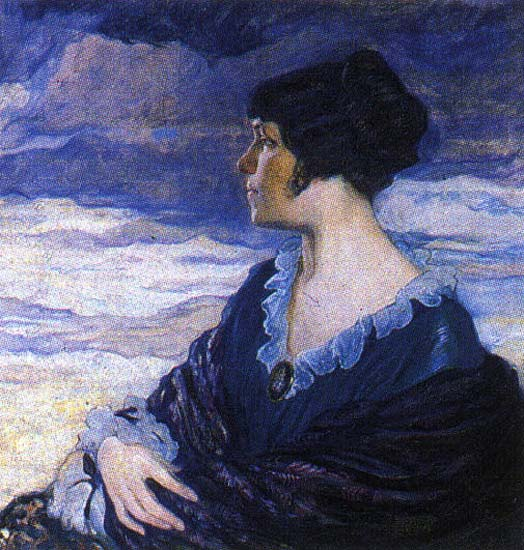
Делла-Вос-Кардовская
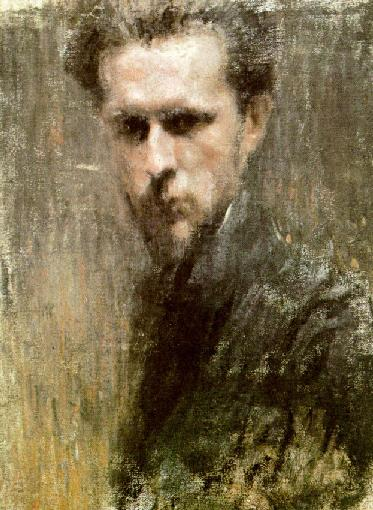
Добужинский
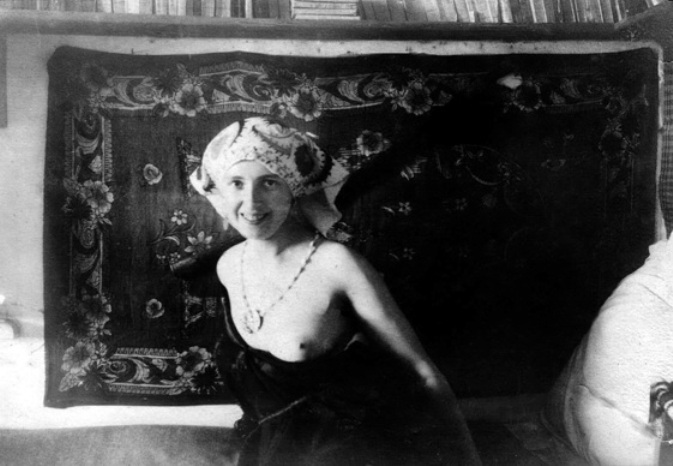
Дымшиц-Толстая

### Е
- Ермолаева, Вера Михайловна (1893—1937)

### Ж
- Жуковский, Станислав Юлианович (1873—1944), «Мир искусства».  В эмиграции.  Умер в концлагере.

### И
- Иванов, Сергей Васильевич (1864—1910), «Мир искусства»

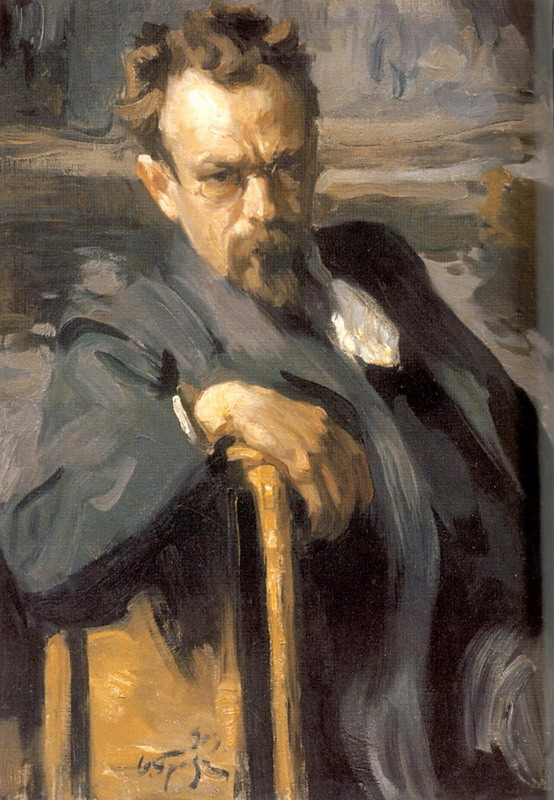
Иванов (картина О. Браза)

### К
- Кандинский, Василий Васильевич (1866—1944).  В эмиграции.
- Кардовский, Дмитрий Николаевич (1866—1943), «Мир искусства»
- Клуцис, Густав Густавович
- Клюн, Иван Васильевич (1873—1943)
- Колесников, Степан Фёдорович (Одесский; 1879—1955), «Община художников».  В эмиграции.
- Коненков, Сергей Тимофеевич
- Кончаловский, Пётр Петрович (1876—1956), «Мир искусства»
- Коровин, Константин Алексеевич (1861—1939).  В эмиграции.
- Коровин, Сергей Алексеевич (1858—1908), «Союз русских художников»
- Кузнецов, Николай Ефимович, «Бубновый валет»
- Кузнецов, Павел Варфоломеевич (1878—1968), «Мир искусства»
- Куприн, Александр Васильевич (1880—1960), «Бубновый валет»
- Кустодиев, Борис Михайлович (1878—1927)
- Кругликова, Елизавета Сергеевна (1865—1941)
- Крымов, Николай Петрович (1884—1958), «Голубая роза», «Союз русских художников»

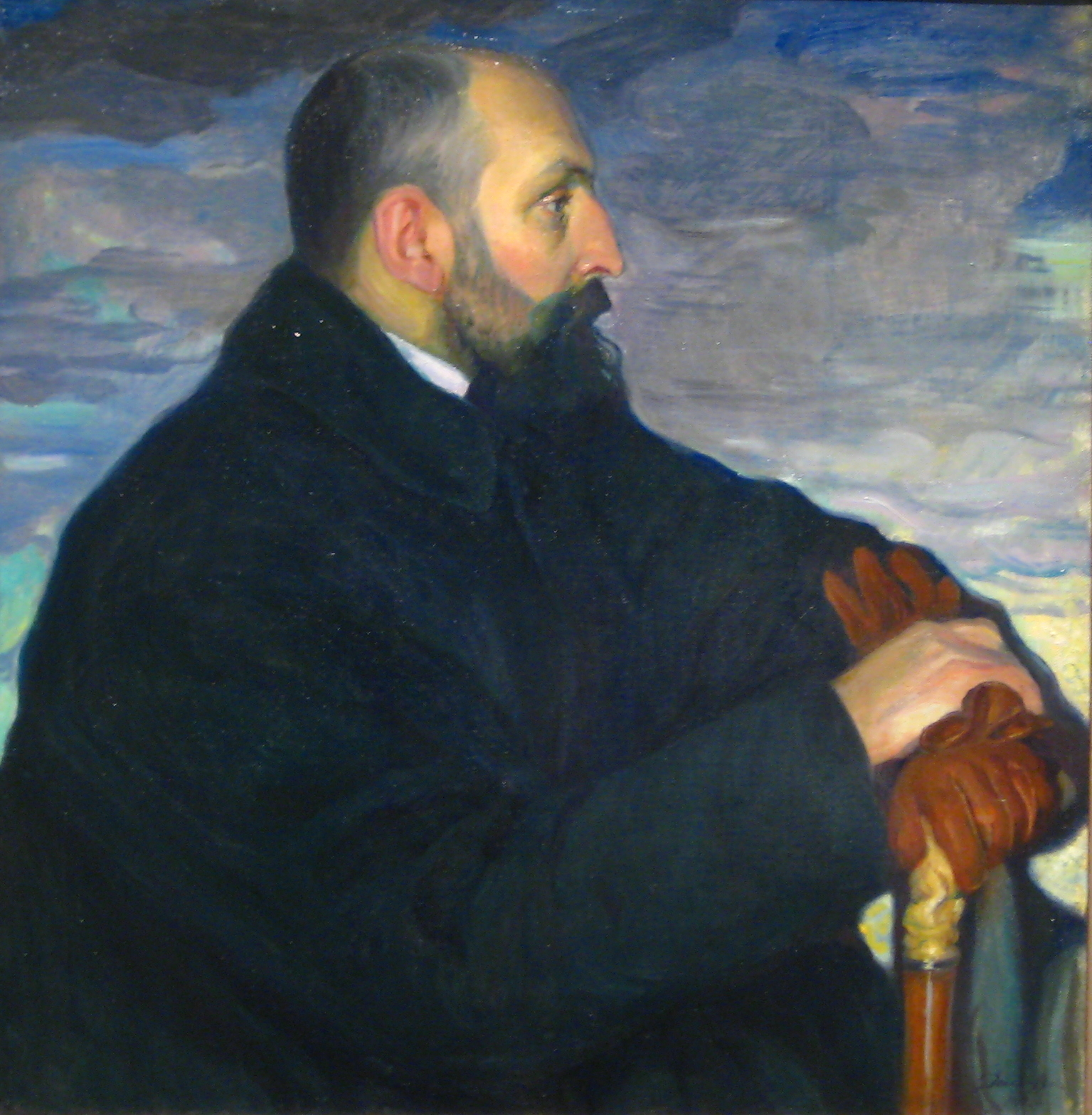
Кардовский (работа Делла-Вос-Кардовской)
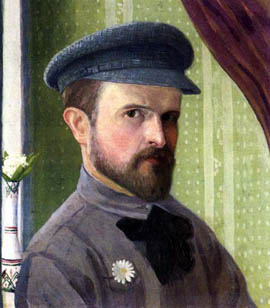
Клюн
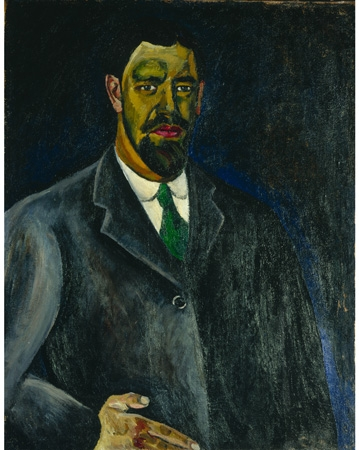
Кончаловский
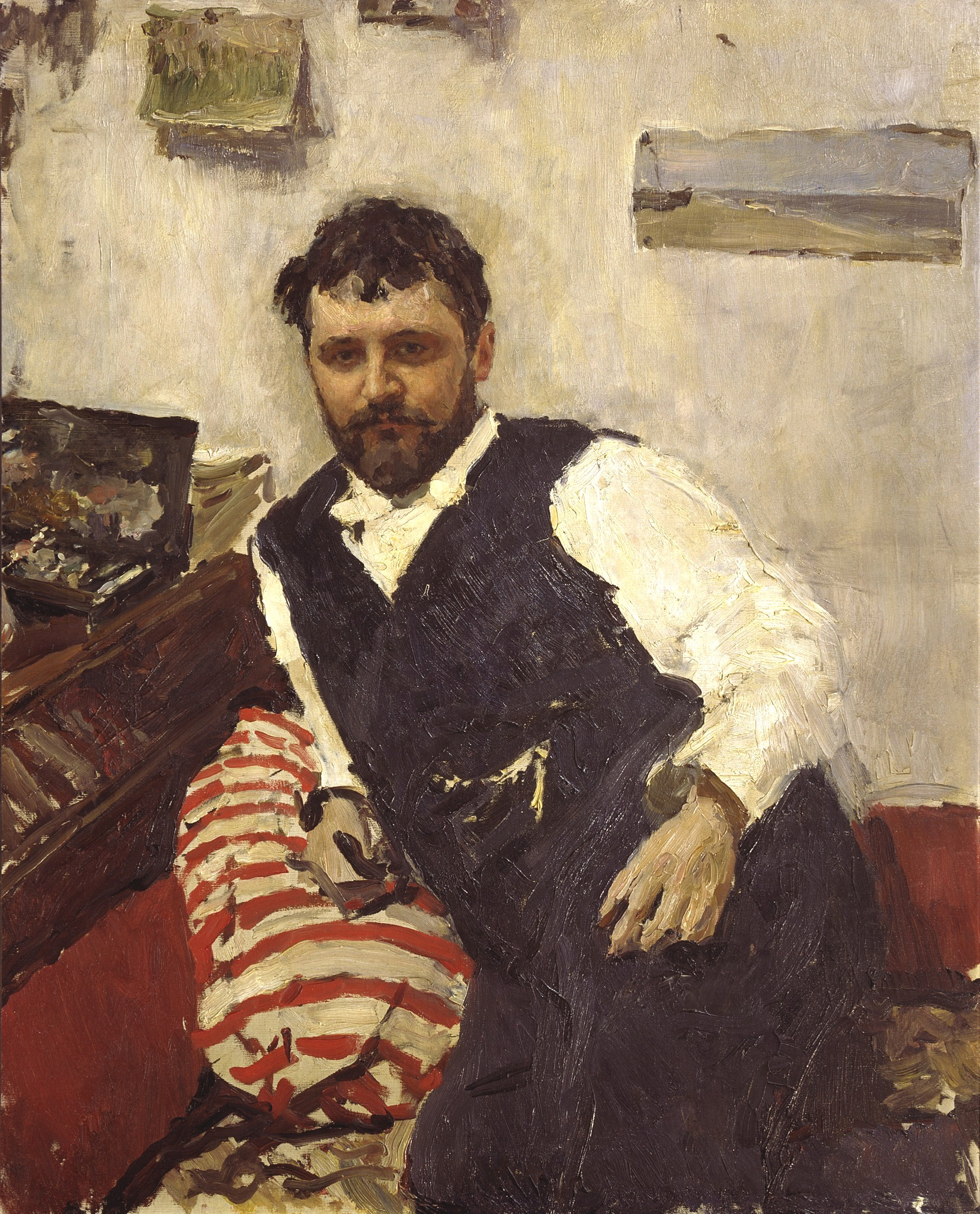
Константин Коровин (работа Серова)
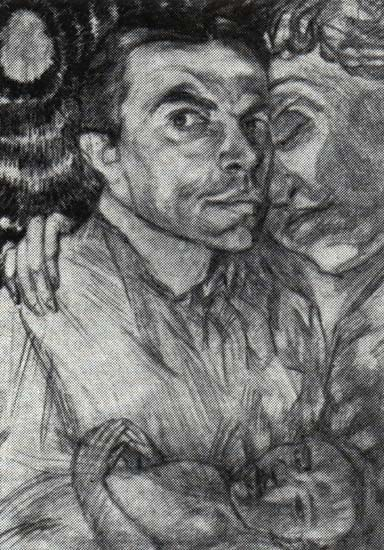
Кузнецов
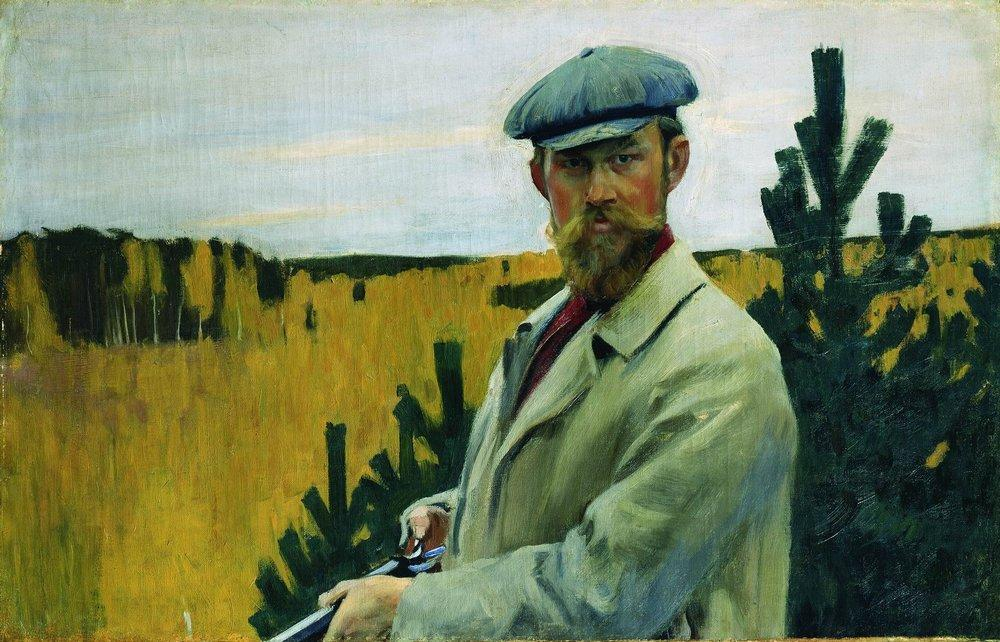
Кустодиев
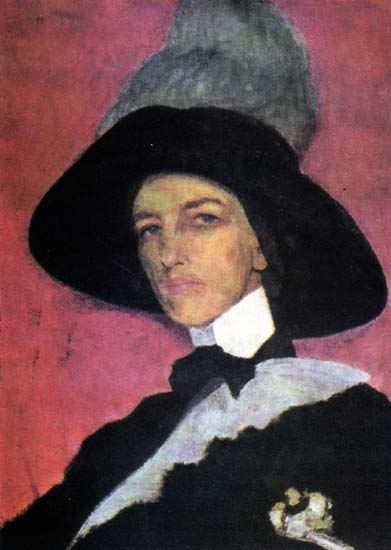
Кругликова

### Л
- Лансере, Евгений Евгеньевич (1875—1946), «Мир искусства»
- Лансере, Николай Евгеньевич (1879—1946), «Мир искусства»
- Ларионов, Михаил Фёдорович (1881—1964), «Мир искусства».  В эмиграции.
- Ледантю, Михаил Васильевич (1891—1917)
- Лентулов, Аристарх Васильевич (1882—1943)
- Лисицкий, Лазарь Маркович
- Лобанов, Сергей Иванович (1887—1942), «Мир искусства»
- Лукомский, Георгий Крескентьевич (1884—1952).  В эмиграции.

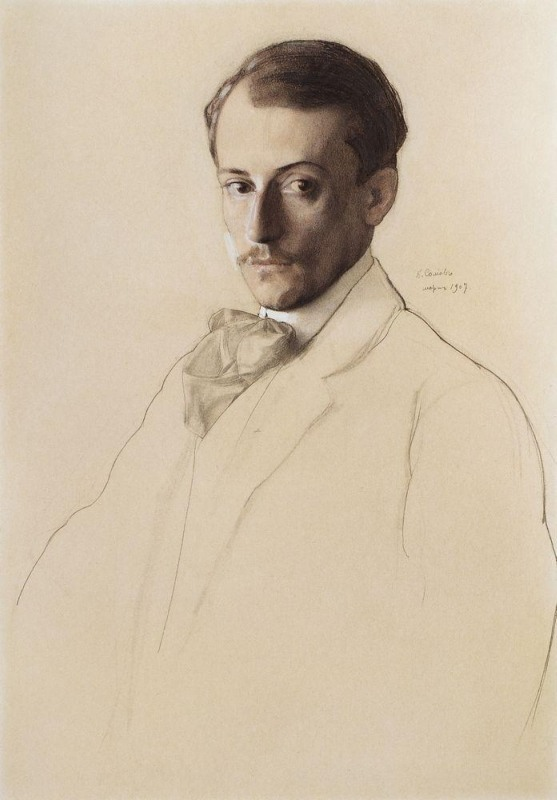
Евгений Лансере (работа Сомова)
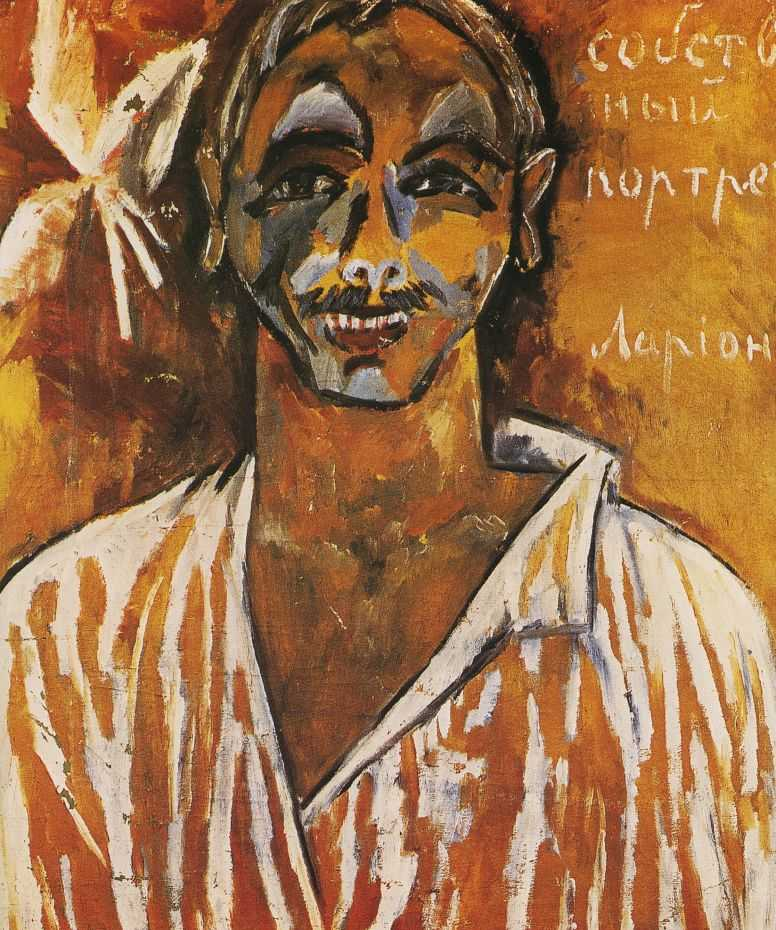
Ларионов
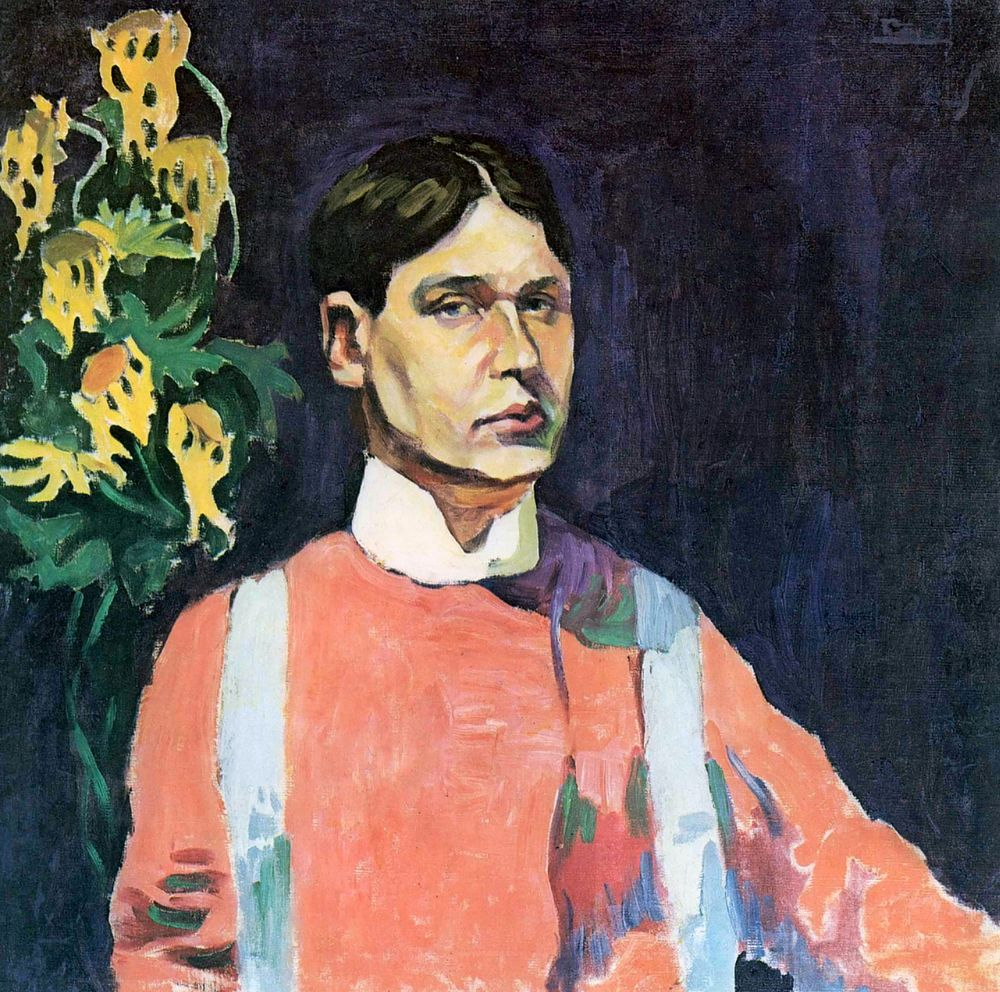
Лентулов

### М
- Малевич, Казимир Северинович (1879—1935)
- Малявин, Филипп Андреевич (1869—1940).  В эмиграции с 1926.
- Малютин, Сергей Васильевич (1859—1937), «Мир искусства», «Союз русских художников»
- Матвеев, Александр Терентьевич
- Матюшин, Михаил Васильевич (1861—1934)
- Машков, Илья Иванович (1881—1944)
- Милиоти, Василий Дмитриевич (1875—1943)
- Милиоти, Николай Дмитриевич (1874—1962).  В эмиграции.
- Мильман, Адольф Израилевич (1886—1930), «Бубновый валет».  В эмиграции.
- Мисс (Ремизова), Анна Владимировна
- Митурич, Пётр Васильевич
- Митрохин, Дмитрий Исидорович (1883—1973), «Мир искусства»
- Мухина, Вера Игнатьевна

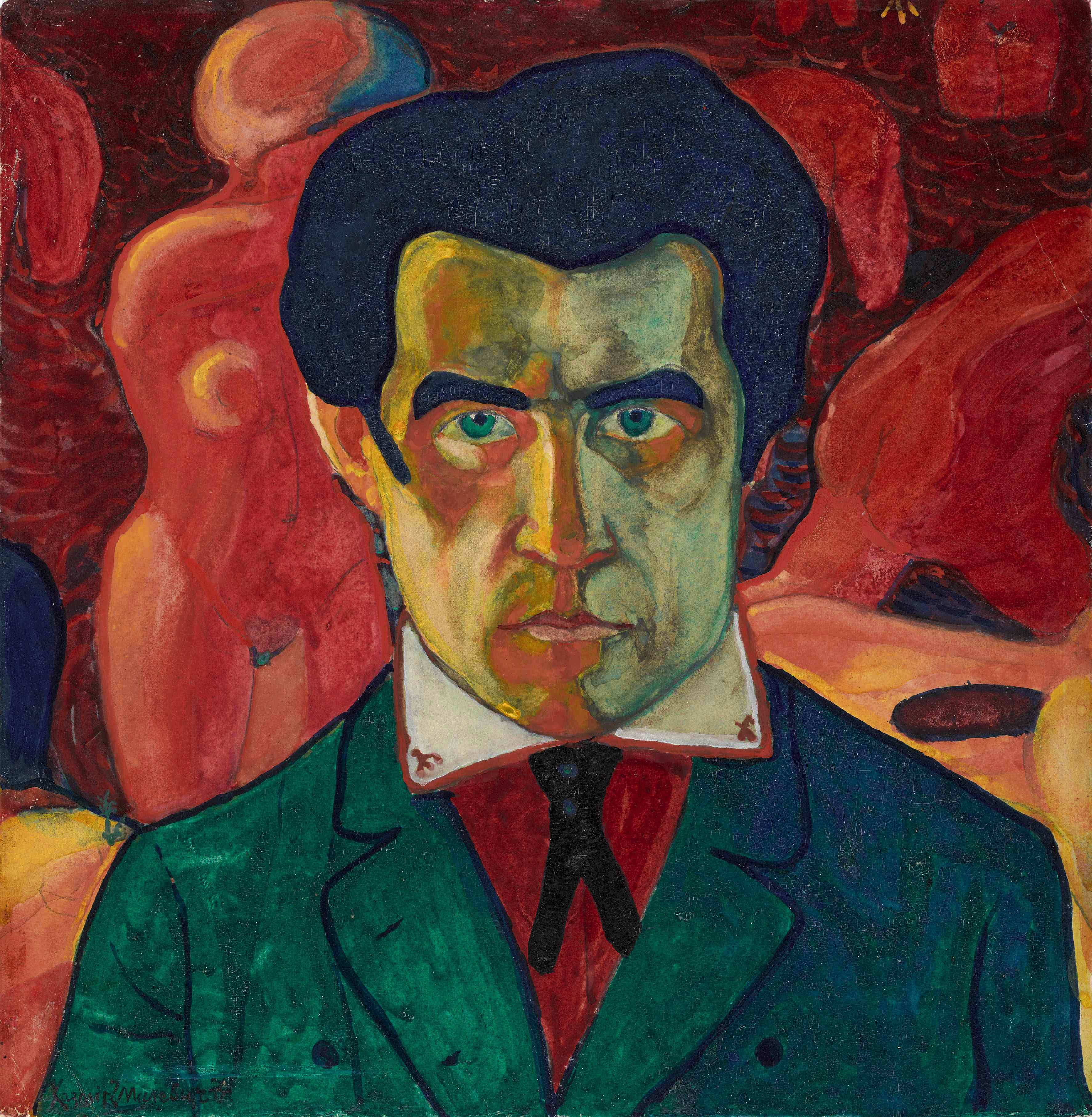
Малевич
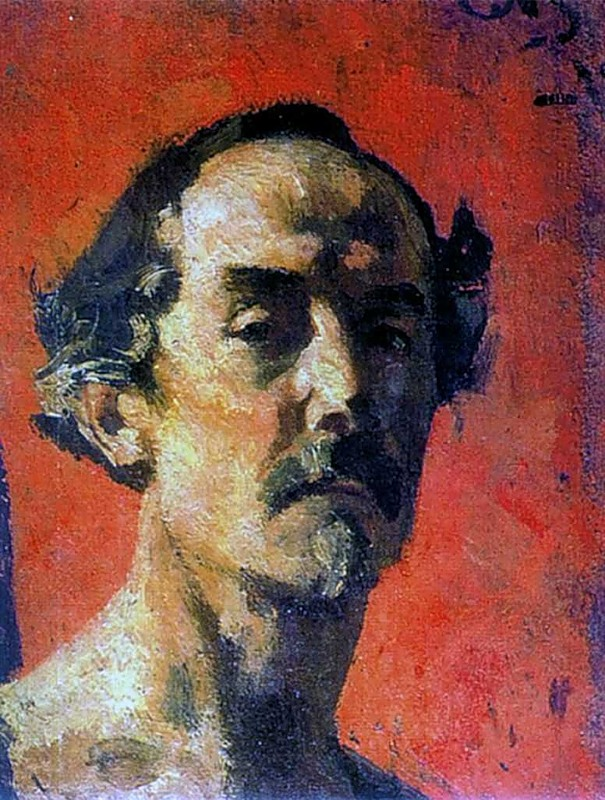
Малютин
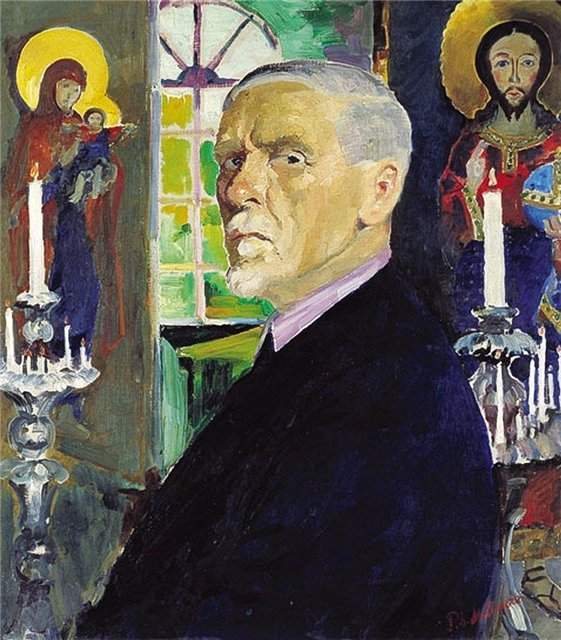
Малявин
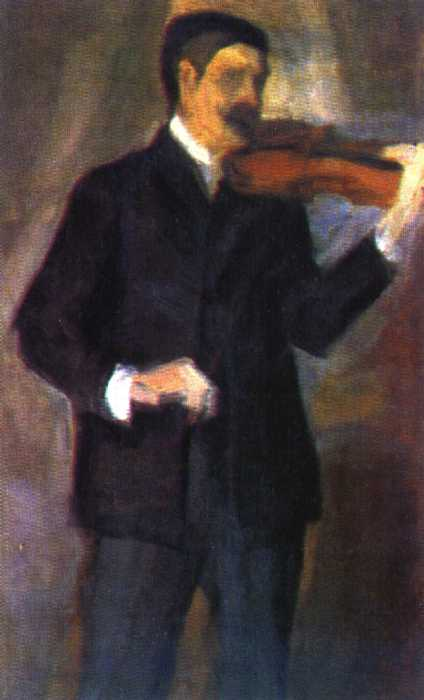
Матюшин (работа Гуро)
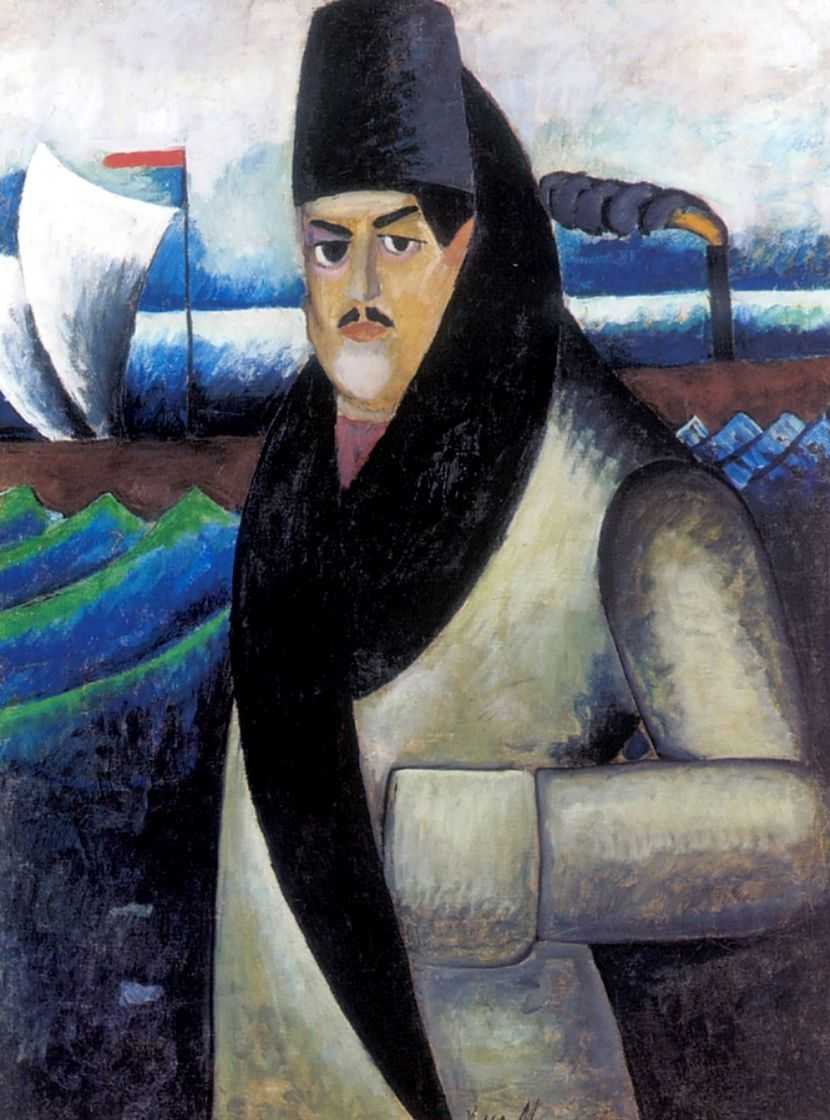
Машков
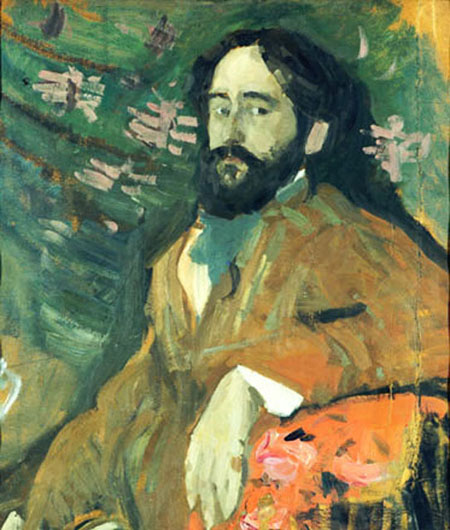
Николай Милиоти (работа Сапунова)
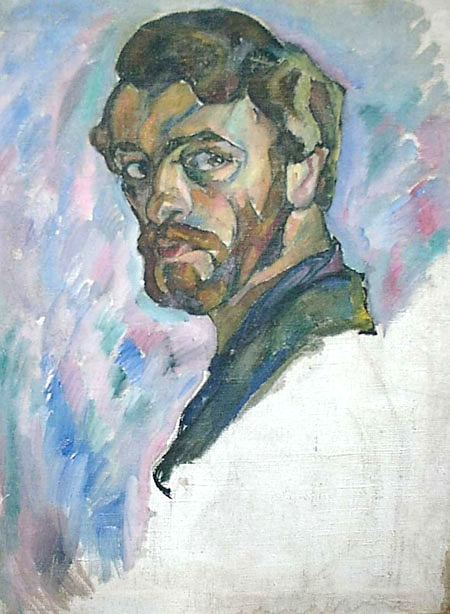
Мильман
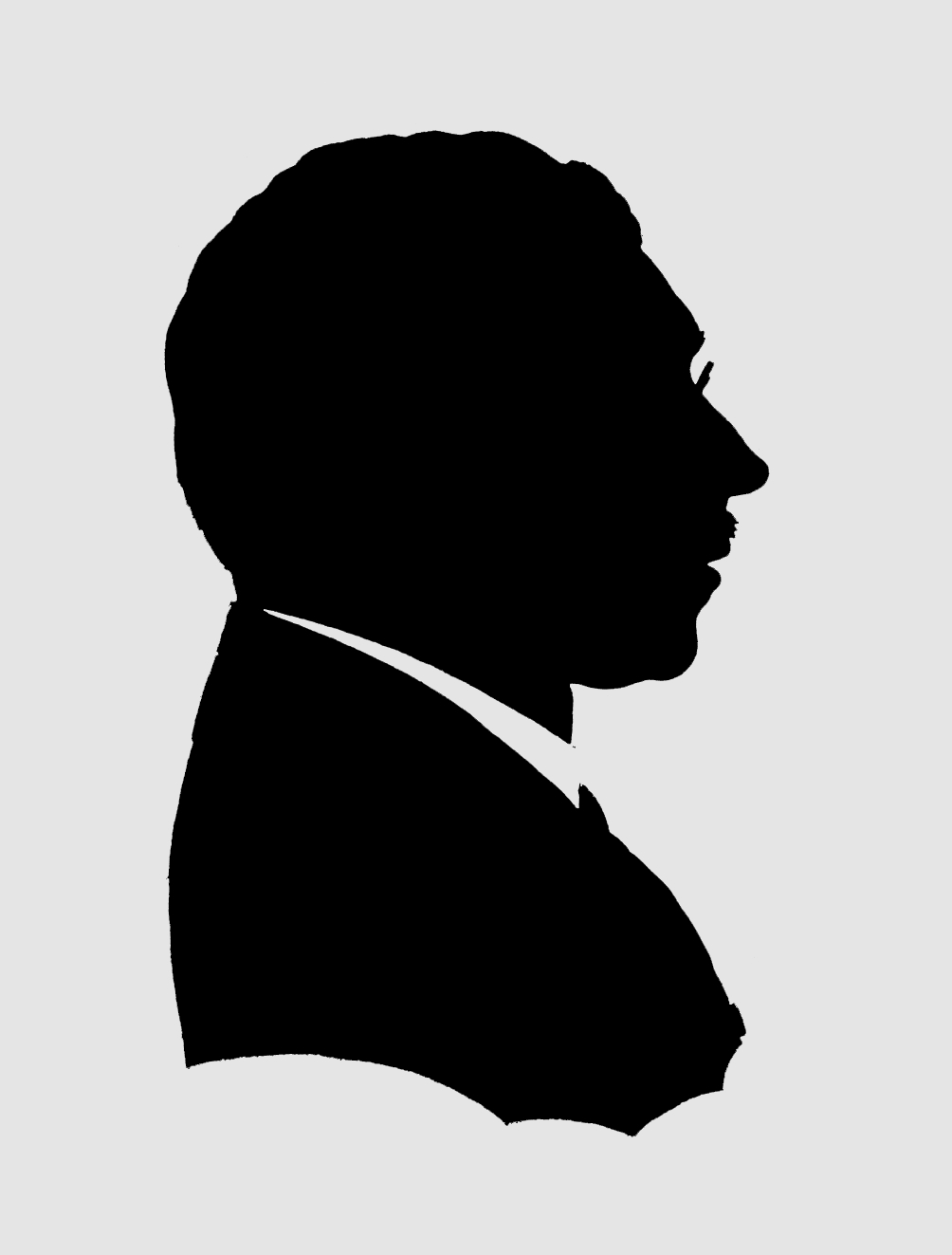
Митрохин (работа Нарбута)

### Н
- Нарбут, Георгий Иванович (1886—1920)
- Нестеров, Михаил Васильевич (1862—1942)
- Нисс-Гольдман, Нина Ильинична (1892—1990)

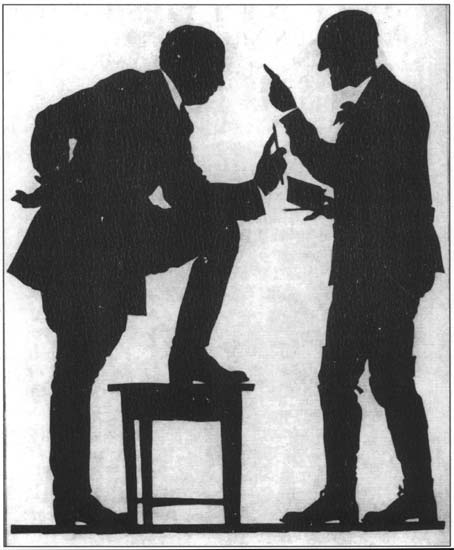
Нарбут
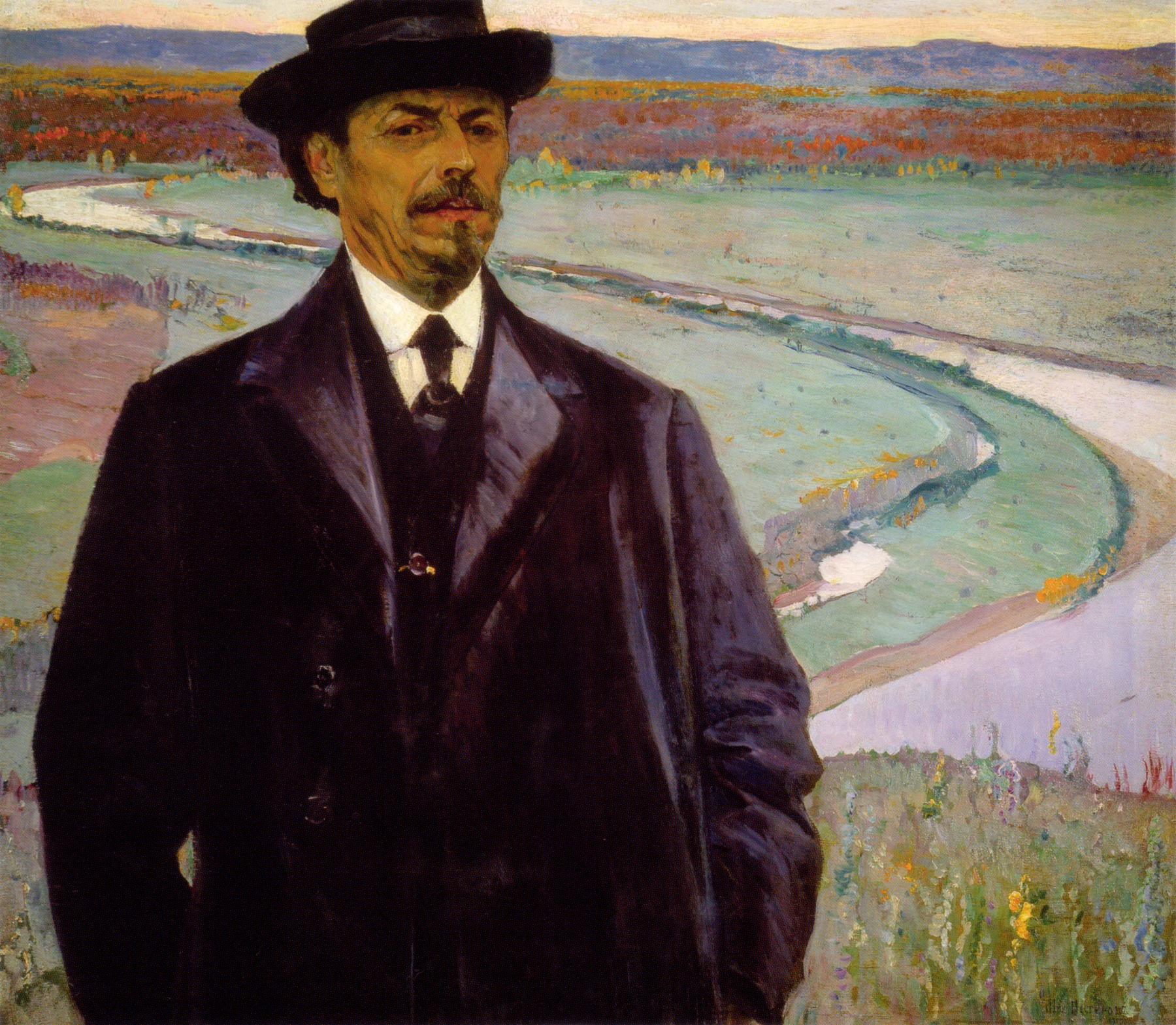
Нестеров

### О
- Осмёркин, Александр Александрович (1892—1953)
- Остроумова-Лебедева, Анна Петровна (1871—1955), «Мир искусства»

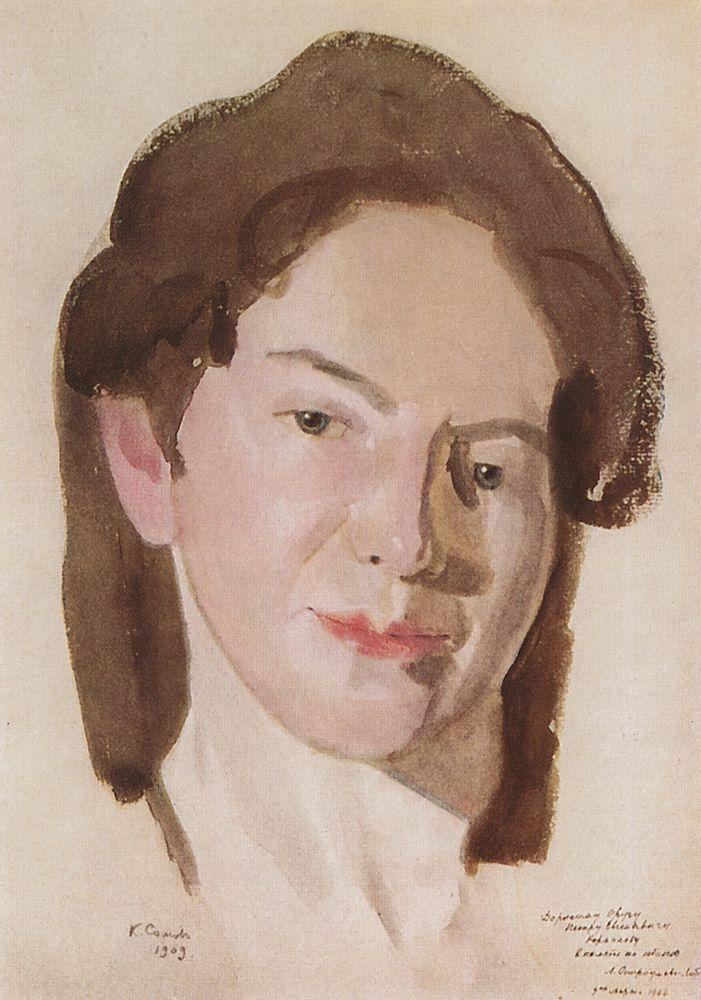
Остроумова-Лебедева (работа Сомова)

### П
- Павлов, Иван Николаевич
- Падалицын, Николай Иванович
- Пастернак, Леонид Осипович (1862—1945).  В эмиграции.
- Петров-Водкин, Кузьма Сергеевич (1878—1939), «Мир искусства»
- Пирогов, Николай Васильевич (1872—1913)
- Попова, Любовь Сергеевна (1889—1924)
- Пуни, Иван Альбертович (1894—1956)  В эмиграции.
- Пурвитис, Вильгельм (1872—1945), «Мир искусства»
- Пэн, Юдель Моисеевич (1854 −1937)

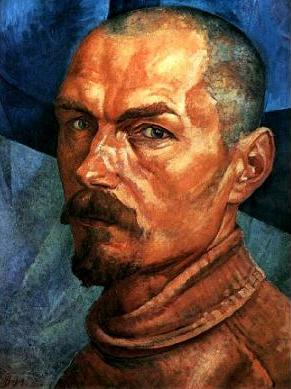
Петров-Водкин
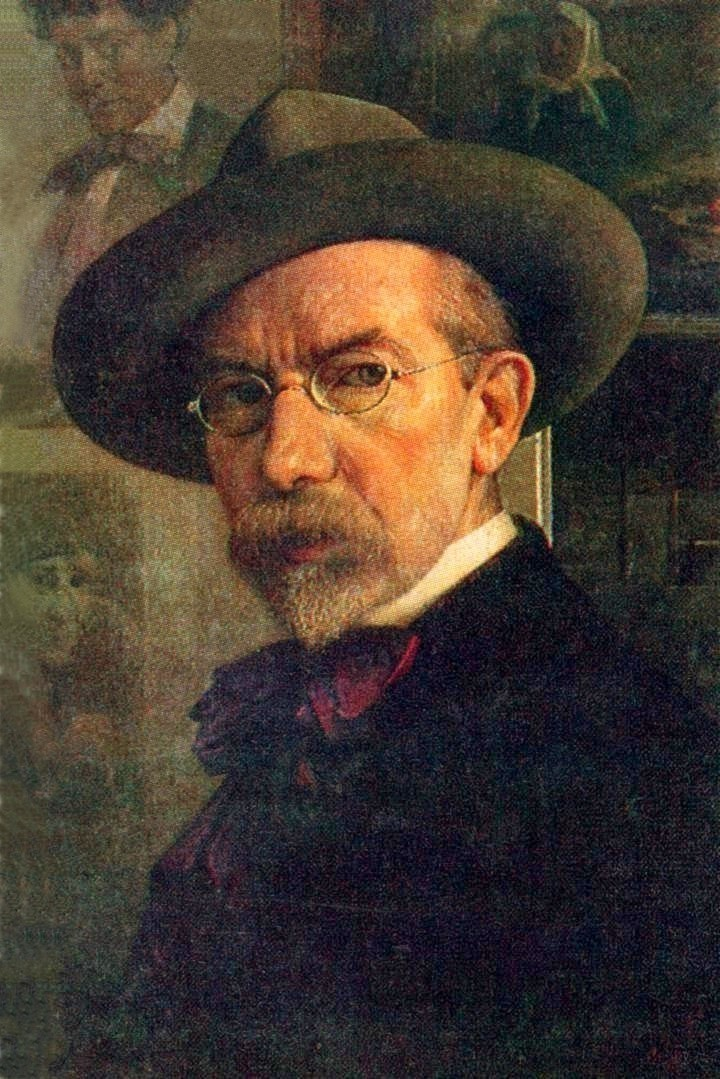
Пэн

### Р
- Репин, Илья Ефимович (1844-1930)
- Радлов, Николай Эрнестович (1889—1942)
- Родченко, Александр Михайлович
- Розанова, Ольга Владимировна (1886—1918)
- Рерих, Николай Константинович (1874—1947), «Мир искусства»
- Рождественский, Василий Васильевич (1884—1963)
- Рылов, Аркадий Александрович (1870—1939), «Мир искусства»
- Рябушкин, Андрей Петрович

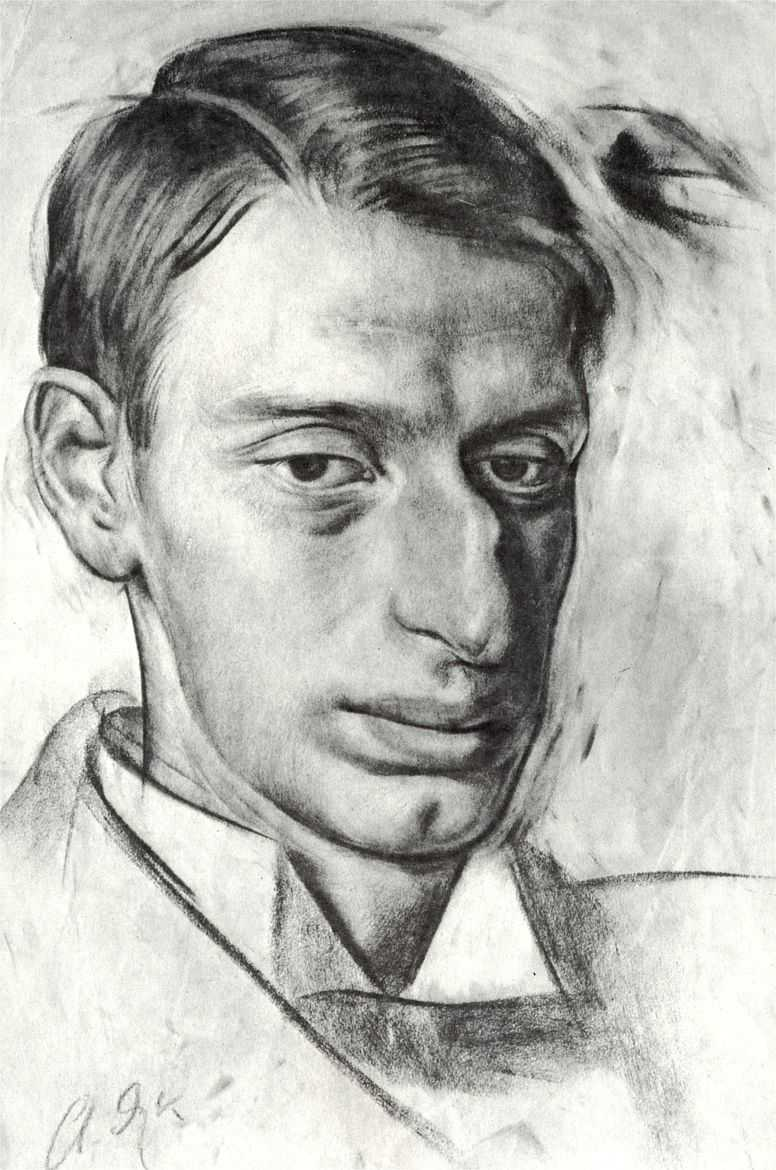
Радлов (работа Яковлева)
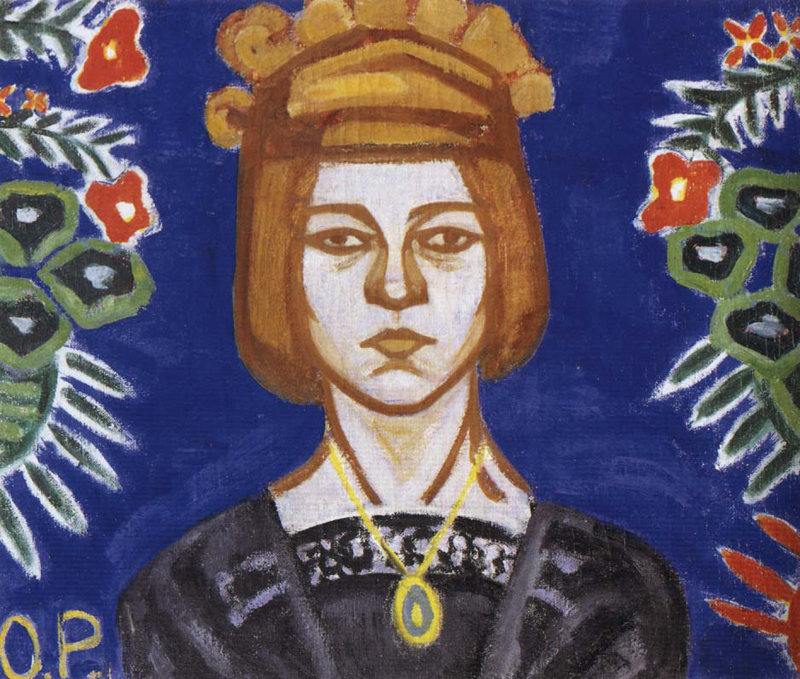
Розанова
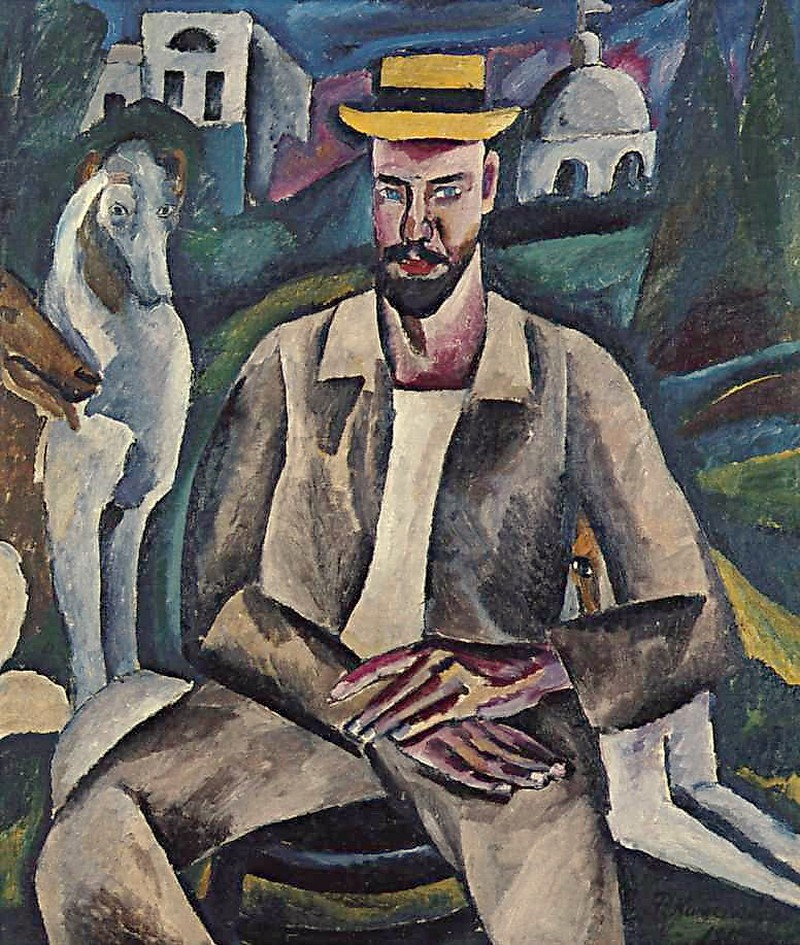
Рождественский (работа Кончаловского)
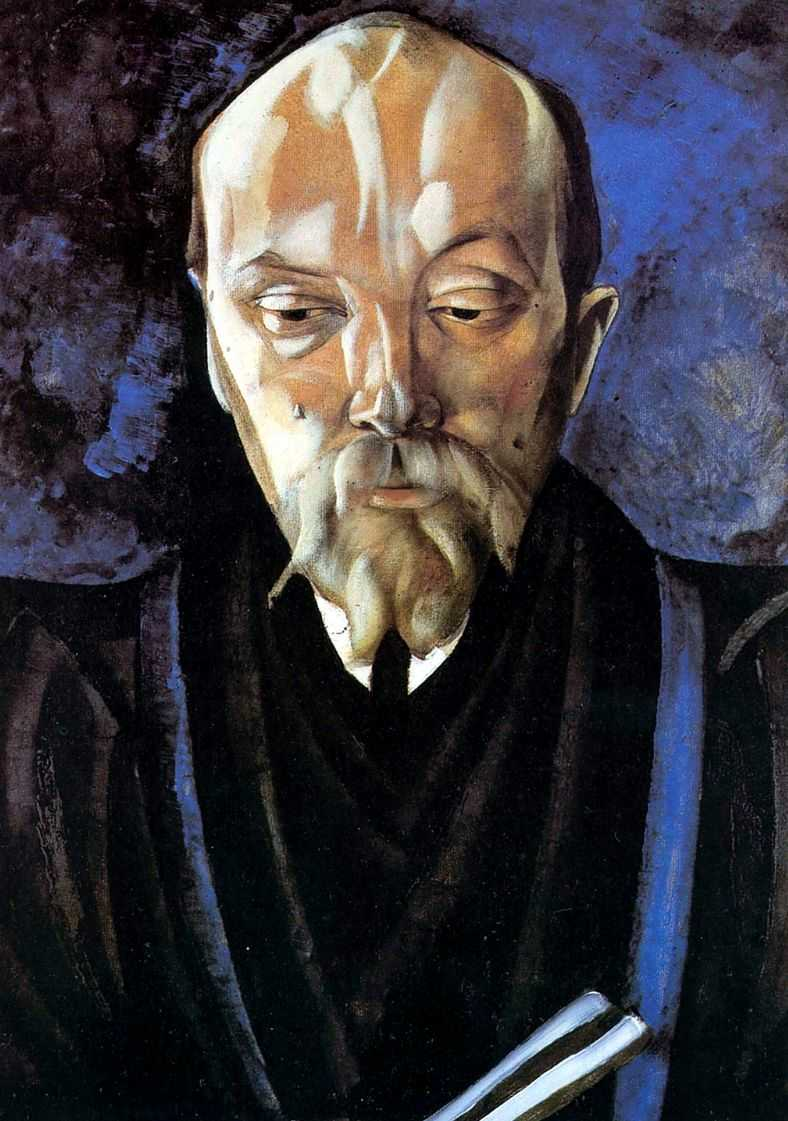
Рерих (работа Григорьева)
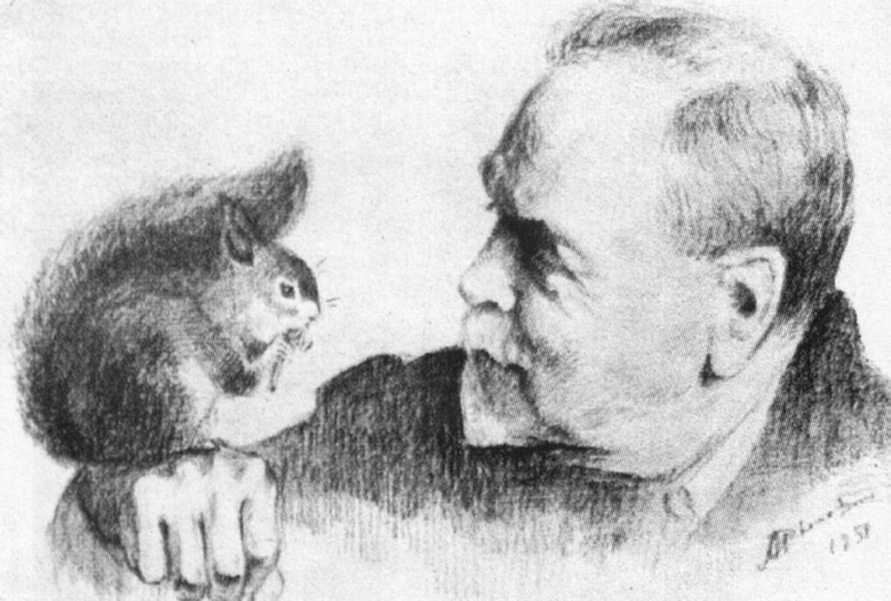
Рылов

### С
- Сапунов, Николай Николаевич (1880—1912), «Венок — Стефанос», Московское товарищество художников, «Алая», и «Голубая роза», «Мир искусства»
- Сарьян, Мартирос Сергеевич
- Серов, Валентин Александрович (1865—1911)
- Сарьян, Мартирос Сергеевич (1880—1972), «Мир искусства»
- Серебрякова, Зинаида Евгеньевна (1884—1967), «Мир искусства».  В эмиграции.
- Синякова-Уречина, Мария Михайловна (1890—1984)
- Соколов-Скаля, Павел Петрович (1899—1961)
- Сологуб, Леонид Романович (1884—1956), «Мир искусства».  В эмиграции.
- Сомов, Константин Андреевич (1869—1939), «Мир искусства».  В эмиграции.
- Сорин, Савелий Абрамович (1878—1953).  В эмиграции.
- Степанова, Варвара Фёдоровна (1894—1958)
- Стенберг, Владимир Августович
- Судейкин, Сергей Юрьевич (1882—1946).  В эмиграции.
- Суетин, Николай Михайлович

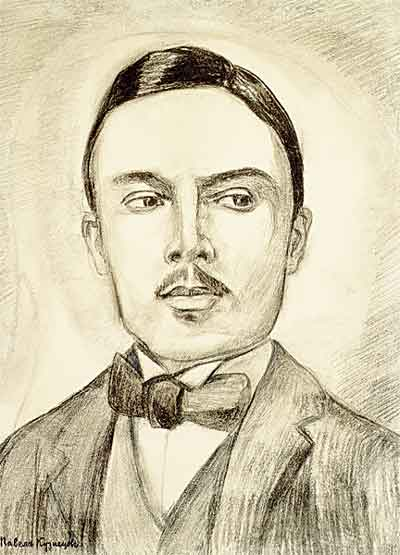
Сапунов (работа Павла Кузнецова)
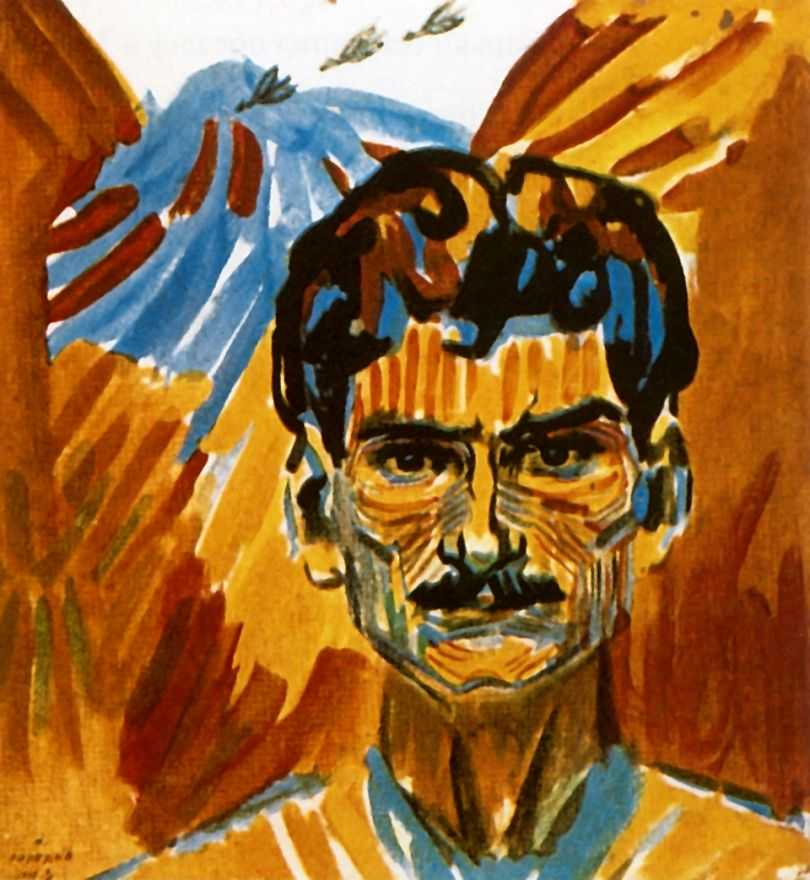
Сарьян
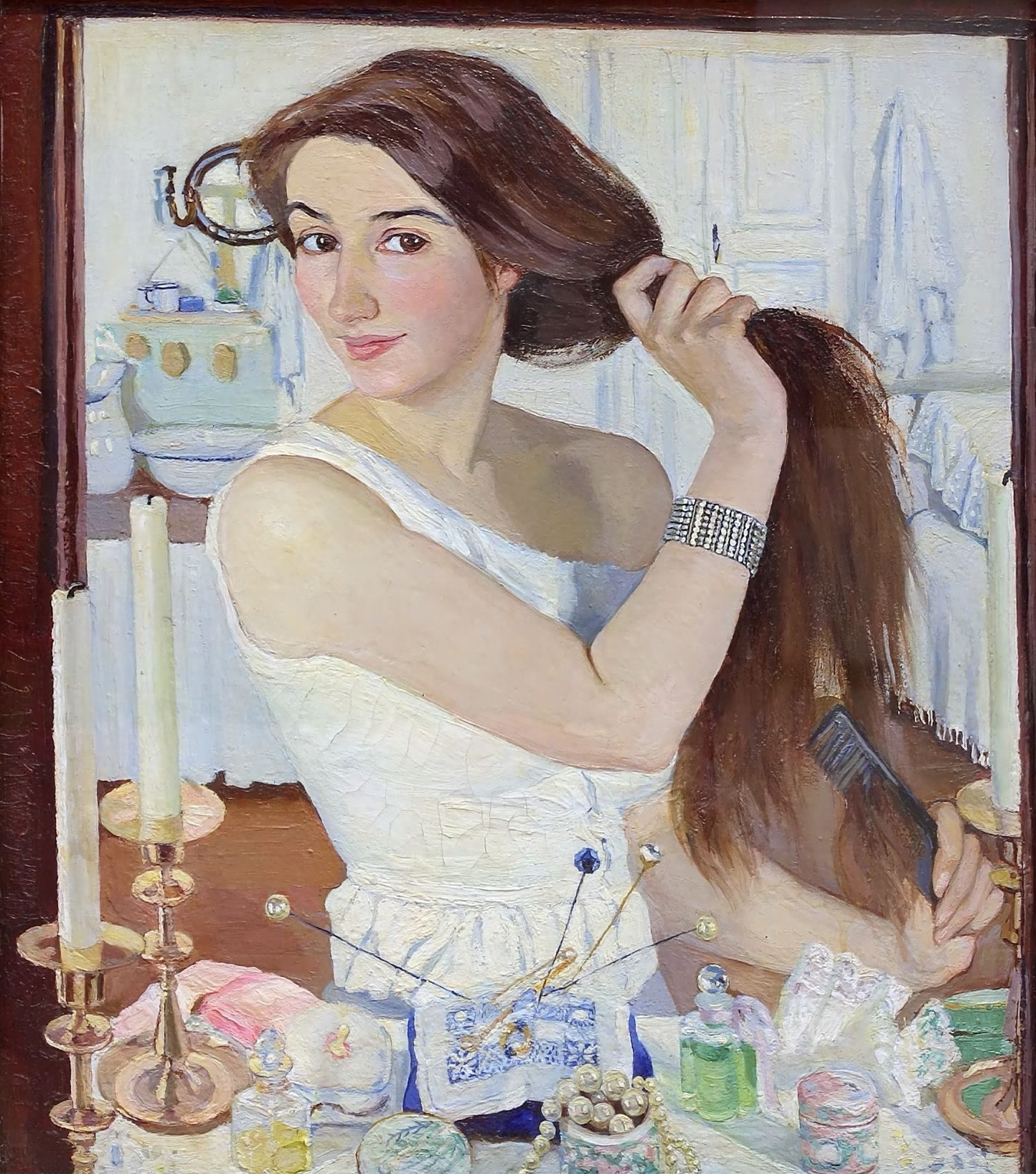
Серебрякова (автопортрет)
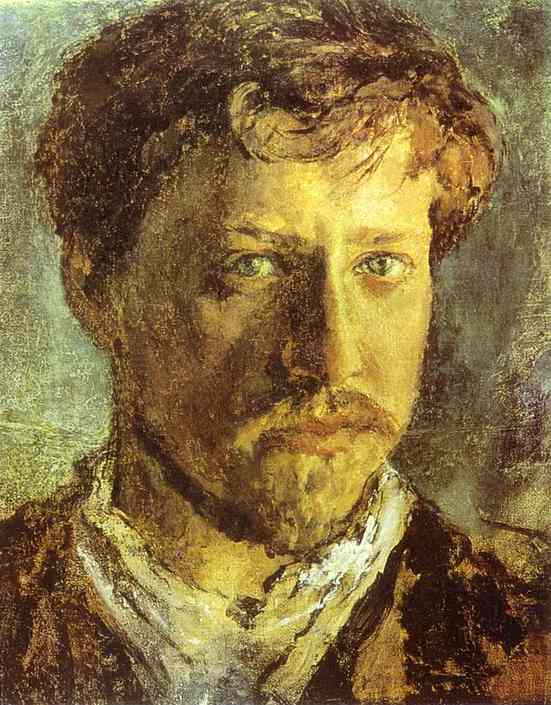
Серов
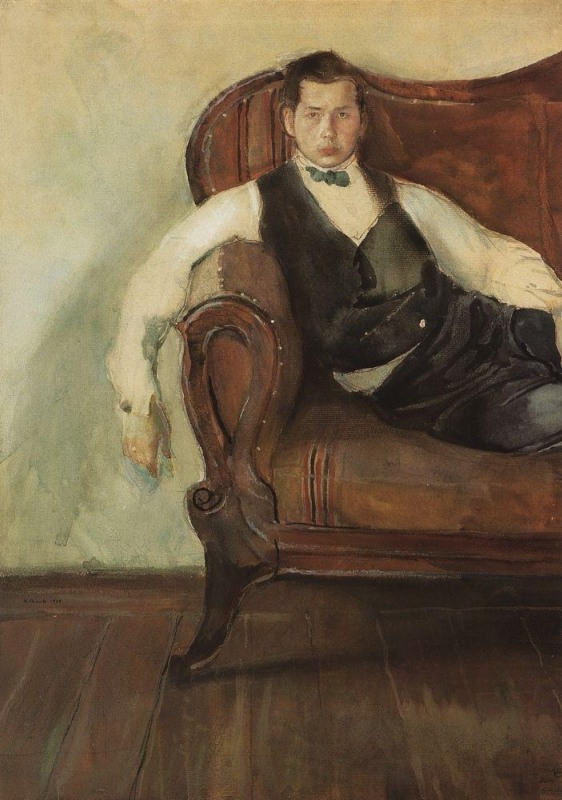
Сомов

### Т
- Тархов, Николай Александрович (1871—1930), «Мир искусства».  В эмиграции
- Татлин, Владимир Евграфович

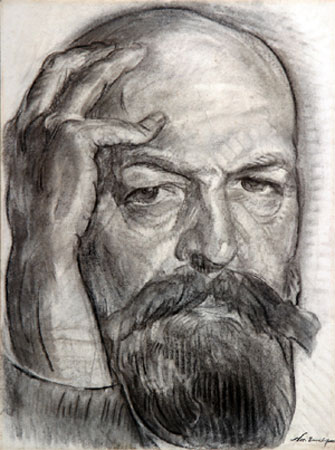
Тархов

### У
- Удальцова, Надежда Андреевна (1886—1961), «Супремус»
- Уткин, Пётр Саввич (1877—1934), «Алая роза», «Голубая роза»

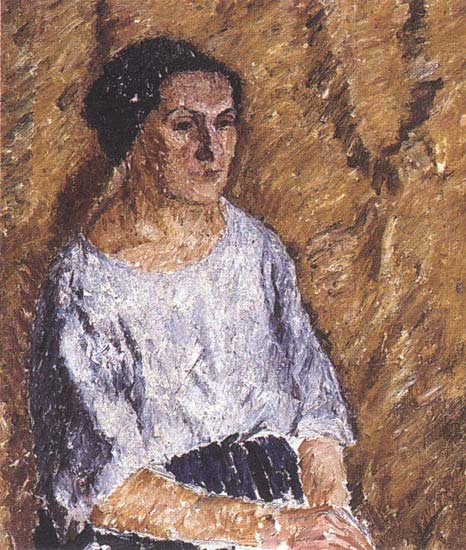
Удальцова (работа Древина)

### Ф
- Фальк, Роберт Рафаилович (1886—1958)
- Федосов, Никита Петрович (1939—1992), «Облака над озером»
- Феофилактов, Николай Петрович (1878—1941)
- Филонов, Павел Николаевич
- Фонвизин, Артур Владимирович (1882—1953), «Бубновый валет»
- Фрих-Хар, Исидор Григорьевич

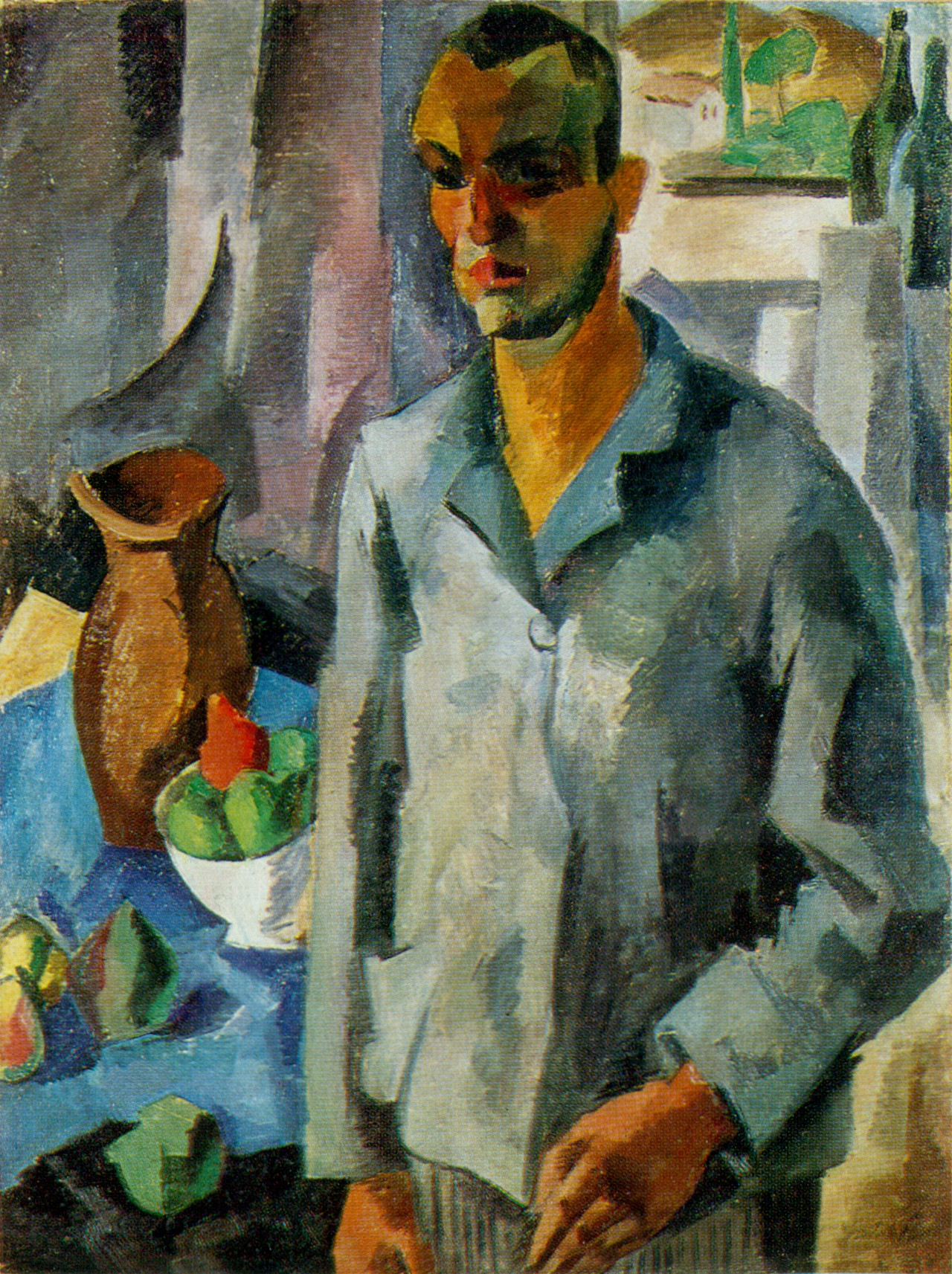
Фальк
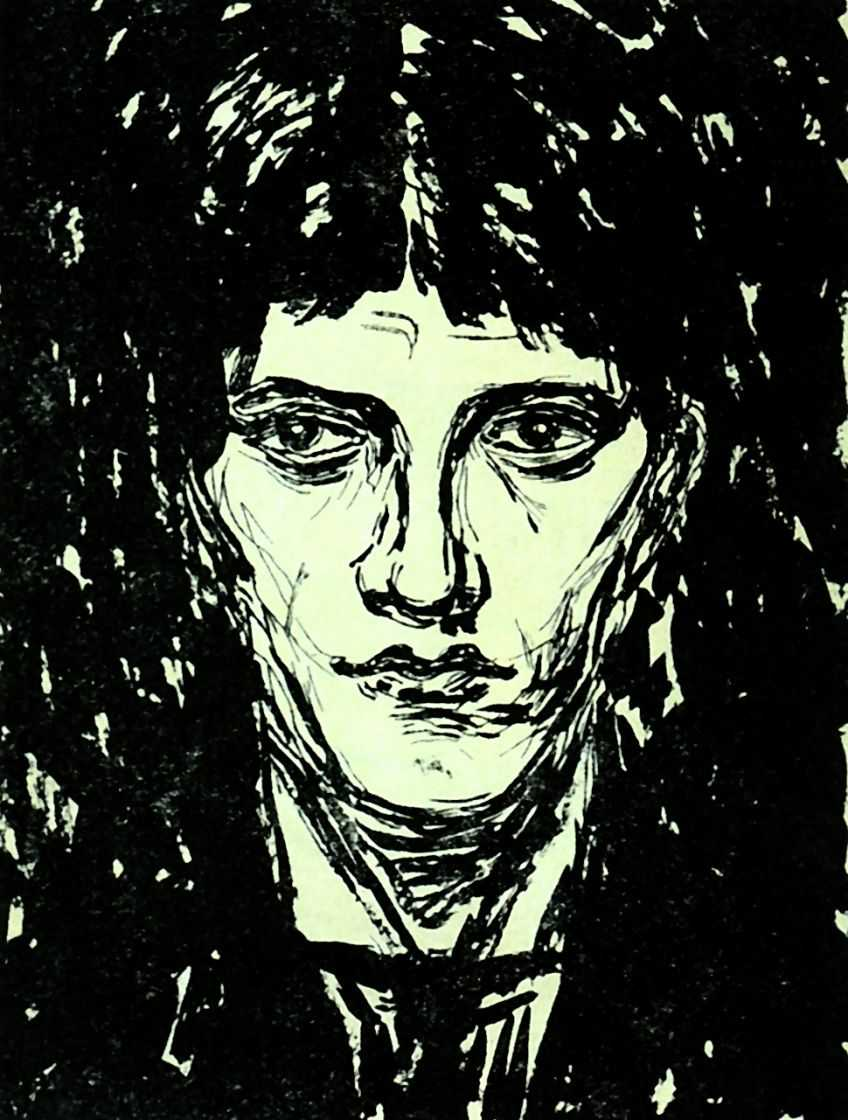
Феофилактов

### Х
- Хлебникова, Вера Владимировна
- Ходасевич, Валентина Михайловна (1894—1970)

### Ц
- Ционглинский, Ян Францевич (1858—1913), «Мир искусства»

### Ч
- Чашник, Илья Григорьевич
- Чемберс, Владимир Яковлевич (1877 или 1878—ок. 1934), «Мир искусства»
- Чемберс-Билибина, Мария Яковлевна (1874—1962)

### Ш
- Шагал, Марк Захарович (1887—1985).  В эмиграции
- Шевченко, Александр Васильевич (1883—1948). «Мир искусства», «Ослиный хвост», «Союз молодёжи»
- Шухаев, Василий Иванович (1887—1973).  В эмиграции до 1935
- Штеренберг, Давид Петрович

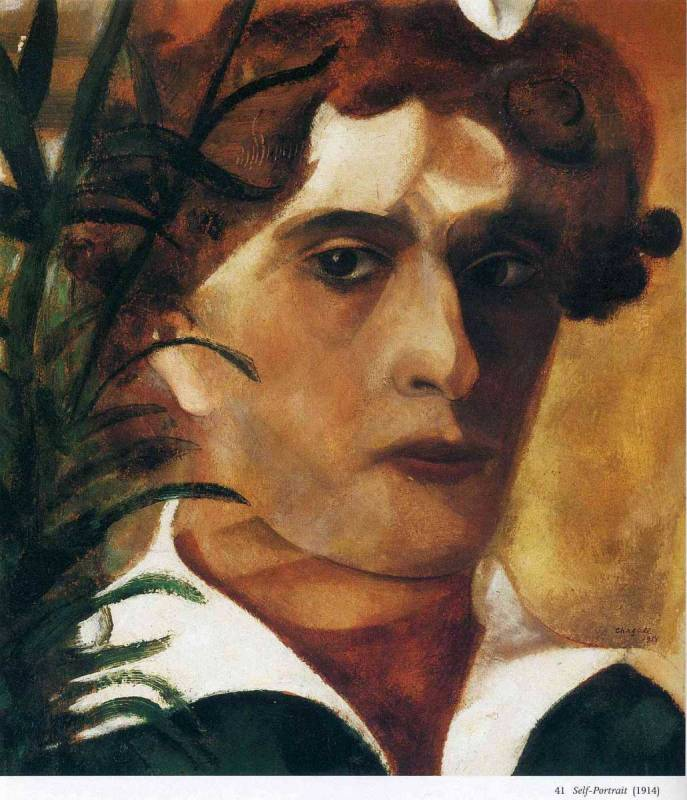
Шагал

### Э
- Экстер, Александра Александровна (1882—1949).  В эмиграции.

### Ю
- Юон, Константин Фёдорович (1875—1958), «Мир искусств»
- Юдин, Лев Александрович

### Я
- Явленский, Алексей фон (1864—1941).  В эмиграции
- Яковлев, Александр Евгеньевич (1887—1938), «Мир искусств».  В эмиграции с 1920.
- Якулов, Георгий Богданович (1884—1928)
- Якунчикова, Мария Васильевна (1870—1902), «Мир искусств»
- Яремич, Степан Петрович (1869—1939), «Мир искусств», «Союз русских художников»

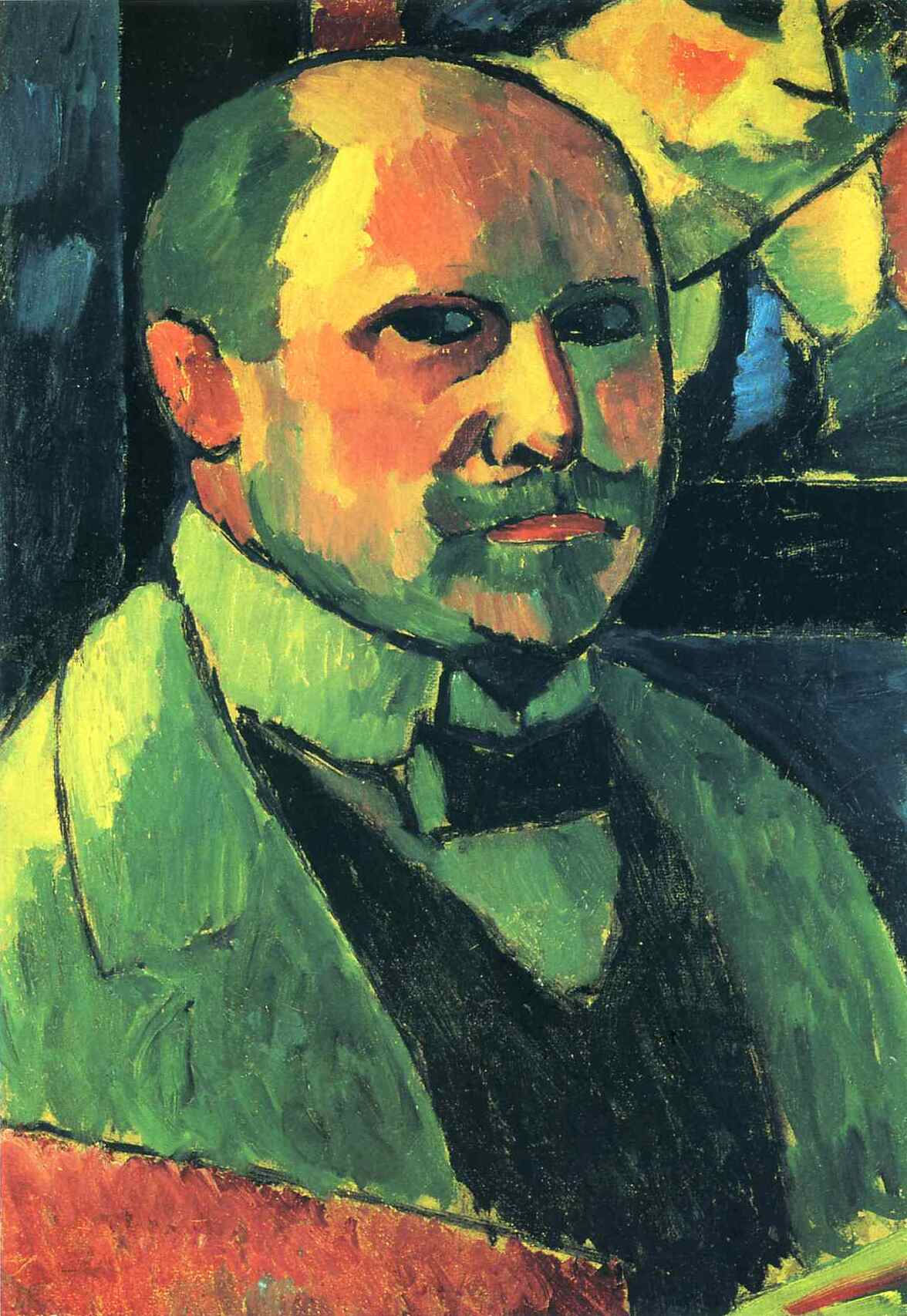
Явленский
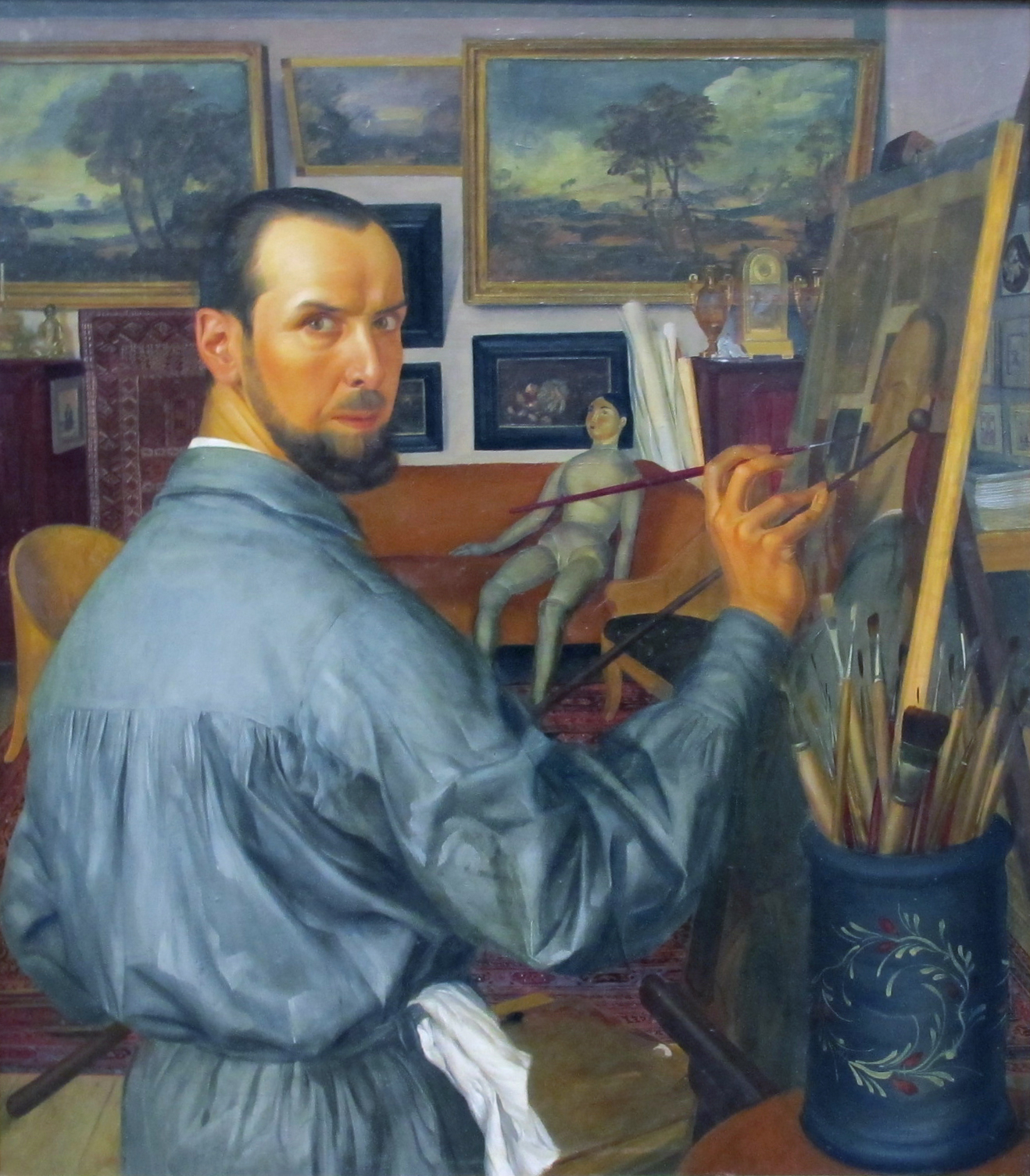
Яковлев
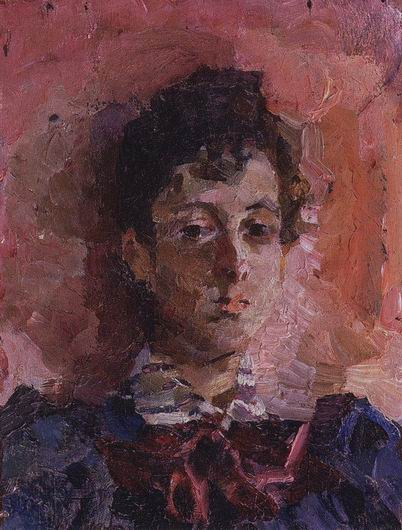
Якунчикова (картина Врубеля)